# やすらぎの郷
『やすらぎの郷』（やすらぎのさと）は、テレビ朝日系列『帯ドラマ劇場』枠の第1期（毎週月曜 - 金曜12時30分 - 12時50分）にて、2017年4月3日から9月29日まで放送された、同枠第1期の第1作となる帯ドラマである。倉本聰のオリジナル脚本作品。通称および略称は「やすらぎ」。
主演は石坂浩二。浅丘ルリ子・有馬稲子、加賀まりこ・五月みどり・野際陽子、八千草薫・藤竜也・ミッキー・カーチス・山本圭ら、昭和を代表する俳優が共演する。

## 概要
俳優や歌手、ミュージシャン、脚本家などの昭和世代にテレビの世界で活躍した人物だけが入居する、東京近郊の老人ホーム「やすらぎの郷 La Strada（ラ・ストラーダ）」を舞台に、“家族の絆”・“友情”・“愛情”・“死”などをテーマに、現在のテレビの在り方に対する批判も盛り込み、ユーモラスかつシリアスに描く。

### 企画・制作
テレビ朝日が設けるシルバー向けの新・帯ドラマ枠『帯ドラマ劇場』の第1作として放送された作品で、脚本家の倉本聰が「夜のゴールデンタイムに若者向けのドラマが数多く放送され、大人の観るドラマが少ない」として本作を企画、その企画を受け入れたテレビ朝日が「大人のための帯ドラマ」枠を新たに創設した。撮影は2016年10月からスタートしたが、倉本は撮影開始前に全話分の脚本を完成させていた。
『帯ドラマ劇場』枠としての初回かつ同枠第1作である本作品初回（2017年4月3日放送分）の視聴率は8.7%（ビデオリサーチ調べ、関東地区・世帯・リアルタイム。以下略）を記録し、同時間帯の前4週平均から3.0ポイント上昇、同時間帯の他局の情報・バラエティ番組を上回って、中高齢の視聴者向けの新設枠として好スタートを切り、最終回拡大スペシャル（同年9月29日放送分）の視聴率も6.1%を記録。全129話の（加重）平均視聴率でも5.8%を記録し、一定の成功を収めた。なお、放送開始当初は「シルバータイムドラマ」と称して紹介され、放送初週では、後座番組『ワイド!スクランブル・第2部』の冒頭で本作を観た出演者が感想を述べる演出も行われていた。
前座番組『徹子の部屋』に本作の出演者も多くゲスト出演するようになり、そちらのエンディングでドラマの宣伝を行うことがある。
民放制作テレビドラマの視聴率が、人気作であっても10%以下に低迷することもあるという斜陽期にもかかわらず、『週刊新潮』や『週刊文春』など一般向け週刊誌を中心に撮影時の秘話や裏話、登場人物のモデルが誰かといった内容が度々記事にされるほど、話題と注目を集めた。
同時期および時間帯に放送されたNHK連続テレビ小説『ひよっこ』の脚本家・岡田惠和は、ザテレビジョンのインタビューにおいて、時折ながらも本作を視聴して刺激を受けたことや同時期に放送されたことを誇りに思っていることを述べ、第17回テレビ朝日新人シナリオ大賞発表会の審査員を務めた際には「できれば老後は『やすらぎの郷』に入れてもらいたい」とコメントした。
一部シーンでは、演者たちの安全のため背景を別撮りした合成撮影が用いられる。
また、主演の石坂と白川冴子役の浅丘ルリ子は元夫婦であり、1986年公開の映画『鹿鳴館』以来31年ぶりの共演が実現した。井深凉子役の野際陽子は放送期間中の6月13日に死去したため、本作が遺作となり、死去が公表された翌日（同月16日）の第55話において、番組冒頭に追悼のテロップが挿入され、本作の番組ホームページでも同様の文章が記載された。
後に同枠にて、本作の続編である『やすらぎの刻〜道』の放送が決定し、2019年4月8日より放送が開始されたが、本作とは若干設定が異なる部分もある。

## あらすじ
テレビ業界の黄金期に人気脚本家として活躍した菊村栄は、元女優で認知症を患った妻・律子を献身的に介護したが先立たれる。律子は更年期に入り物覚えが悪いことに悩んでいた時期、ある批評家の酷評が引き金で女優引退を余儀なくされ生き甲斐を失い認知症を発症したのだった。栄は彼女の介護に専念するため、脚本家としては事実上の断筆状態となり、同居しながら介護に一切関わろうとしない長男の嫁との間にも深刻な溝が生じていた。
律子を看取った後、仕事も生き甲斐も失って途方に暮れていたとき、以前に夫婦での入居をすすめられていた「やすらぎの郷」から再び誘いを受ける。テレビ業界では「都市伝説」のように語られていた、その施設に半信半疑ながら入居を決めた栄は、そこでかつて一世を風靡した女優たちと再会を果たす。憧れの存在でもあり清楚な雰囲気で人気を博した九条摂子、国民的人気女優だった白川冴子、栄とは仕事の機会が多かった水谷マヤ、亡き律子を知る井深凉子など入居者たちの錚々たる顔ぶれに栄は驚愕する。
入居者たちは海沿いで風光明媚かつ広大な敷地の中に作られた施設で、元CAで行き届いたサービスを提供する松岡伸子らコンシェルジュと呼ばれる女性スタッフや、前科者で「更生中」の男性スタッフから大事に扱われ人生の終末期を謳歌していた。また、それぞれあだ名があり、摂子は「姫」、冴子は「お嬢」、逮捕歴もある個性派男優真野六郎は「マロ」、時代劇の当たり役に由来する「大納言」こと岩倉正臣など様々。栄は「今もって現役」意識の強い女優たちから自分たちを主役にした脚本の執筆依頼を談じ込まれ、現役当時のように「栄ちゃん」「菊村先生」と呼ばれるようになる。そして、夜は「ハッピーちゃん」の愛称で親しまれるバーテンダー財前ゆかりが切り盛りする「カサブランカ」で一杯やりながら噂話や昔話に花を咲かせた。
やがて栄は、施設を運営する「やすらぎ財団」の理事長で施設内の医師でもある名倉修平、加納の娘で総務理事の名倉みどり夫妻から信頼され内々に依頼を受けることになったり、女優たちの持つ意外な一面を知ったり、余計な指摘からちょっとした騒動に巻き込まれるなど、多忙かつ新鮮な毎日に翻弄されるのであった。

## 登場人物

### 「やすらぎの郷 La Strada」の入居者と関係者
菊村栄（きくむら さかえ）
演 - 石坂浩二
本作の主人公。脚本家。年齢は70代後半。戦時中の疎開時期を除いて東京・杉並の善福寺で生まれ育ち、早稲田大学文学部を卒業後に脚本家への道を歩み、テレビの黄金期には数多くのテレビドラマをヒットさせ紫綬褒章を受章するほどの活躍をした。愛煙家で、近年の禁煙ブームに辟易している。性格は表面的には温厚で人当たりが良い一方、頑固な面や執念深い面、猜疑心も強いなど、内面的にはかなり複雑な人物。
「やすらぎの郷 La Strada」に入居するまでは、善福寺に一戸建てを構え、妻の律子、息子の一郎とその嫁の加奈子、孫の梢の5人で暮らしていた。数年前に律子が認知症になってからは、介護と両立させるために在宅での執筆に専念していたが、病状が進むにつれそれすら困難となり、ついには彼女を殺して自らも死のうと考えるまでに追い詰められ事実上の断筆状態となっていた。その矢先に「やすらぎの郷 La Strada」から誘いがあり、夫婦共々入居する決意を固めたが、律子の死により入居は一旦棚上げとなった。それから約半年が経過して心の整理ができたことを機に、単身での入居に踏み切る。
家族は先述の妻と息子の一家の他に、死別した両親と兄がおり、この他に姉と妹と、何人かの甥や姪がいるが、この他に両親に兄弟がいるかどうかといった親族の全容については本人もはっきりと把握してはいない。
「やすらぎの郷 La Strada」ではコテージの203号室に入居するが、かつてそこに入居しており、最後には自殺した栗山たかこの霊と思しき幽霊騒動の末、マヤの提案により部屋の模様替えを行い、たかこが使っていた家具の数々をマヤが手放したものに入れ替えた。律子の位牌と遺影は自宅から持ち込んだが、遺影については摂子らが所持していた昔の写真の中にあった、律子が一番輝いていた若い頃の水着姿のブロマイドを譲ってもらい、コテージに改めて飾っている。冴子とマヤからは“栄（えい）ちゃん”の愛称で呼ばれ、他の人物からは主に「先生（または菊村先生）」と呼ばれる。また、脚本家としては事実上の引退状態にあるものの、彼ら旧友の俳優陣からは自分のために脚本を書くよう個人的に頼まれている。
「姫」こと摂子からある男性から受け取った遺品について相談され、博学ぶりを見せ「ただのデッサン画」を実は高価なものだと疑ったことで事態をややこしくしている。また話題の新人作家「濃野佐志美」が発表しようとしている作品が摂子と英吉にとって苦く辛い過去を暴くものだとして名倉夫妻から正体を含めて内々に相談され、食事に誘って凉子の説得にあたり「作家として人を傷つけるものは世に出すべきではない」と諭した。
秀次の入居が決まった後で六郎と彼に関する話をする中で、「やすらぎの郷 La Strada」に彼と過去に関係を持った女性が何人もいるという話題になり、顔ぶれを説明される中でポロリと律子の名が出たのに反応するも、六郎から違うと言われる。しかし、当の六郎が栄の追及に対し慌てて否定するだけだったことや、後述の律子の過去における行動もあって彼女と秀次の間に何かがあったのではないかとの疑念を抱く。秀次は入所予定日に現れず、深夜になって突然栄のコテージを訪ね、律子の位牌に長々と手を合わせた後、無言のまま遺影に見入るなど不審な行動で栄をさらに悩ませ、不眠に悩んで明け方に眠剤を飲んだ栄は起床点呼に遅れ「死んだ」と騒ぎになる。マヤや冴子たちに律子と秀次の関係をはぐらかされ、凉子に真相を聞いた。その中で、律子は秀次にヌードモデルに誘われたが結局何の関係もなかったこと、かつて起こした律子の自殺未遂の原因が凉子に対する罪悪感によるものであって栄が若い女優の安西直美に慕われたことが直接の原因でなかったことを知る。
秀次と律子の関係について誤解が解けるや、秀次がギックリ腰を起こしたことで密かに溜飲を下げていたが、病室から逃げ出した秀次にコテージに転がり込まれる。(秀次の項参照)そもそも嫌いな人物だというのに横柄な態度に出られるわ、ソファーで寝るハメに陥るわ、下の世話まで手伝わされるわと散々な目に遭うが、人間としての格の違いで強い態度に出られない。さらに警察に疑いを持たれ、実情は知らない凉子、冴子、マヤからは不本意にも秀次を匿う「真犯人」と勝手に憎まれていた上、ついにはこれに対して警察を呼んだ施設側への怒りから「他の入居者が頼りにならないから、入居者代表になって抗議して」と頼まれるが、その理由は自身が早稲田大卒のエリートと見なされた上に、「過去には刑事ドラマも手掛けたから、法律にも詳しいはず」という強引な理屈によるものだった。
郷内の人間が確執がある小春を避ける中彼女と接し、歓迎パーティーにも出席する。その後小春の自殺を受け、彼女の遺体の引き取り人を買って出て一時都会へ戻り、彼女の遠縁である村井や手伝いに来た中山と共に彼女の遺体を荼毘に付す。
かつて共に仕事をしていた、「ちのやん」こと茅野大三郎（後述）と再会。彼とは、妻が先立った後のことを語り合っていた。葬儀の後、冴子から安西直美に瓜二つな彼女の孫娘、榊原アザミと会ったことを明かされた。
その後アザミと連絡を取るべく、携帯電話のメールを四苦八苦しながら習得する。
しのぶが郷を退去した同時期、アザミとついに対面するが彼女から直美が東日本大震災で亡くなったことを明かされた。彼女と駅で別れ、郷へ帰った後に彼女から「読んで下さい」と託された脚本の中に、自身がかつて直美へと宛てた手紙の一文が執筆されていたことを知り、衝撃を受ける。
秋になり、摂子がかつて高井の半生を描いたノンフィクション作家と対面することになり、その場に立ち会うが触れられたくない過去のことを根掘り葉掘り聞かれ、深く傷ついた彼女の手を握っていた。
その後、夜中に自身のコテージを訪ねてきた摂子から、千坂との京都での思い出話を聞いた後で彼女を送る。
摂子の一件からしばらく後、中井が催していた「じじいバンド」のライブでかつて一緒に仕事をしたことがあるトランペッター兼作曲家の白鳥洋介と再会する。その前後頃、六郎から伸子の父と対面することについて相談された。彼と松岡が麻雀で勝負することになり、その場に立ち会う。終った後、松岡から呼び出され今後を託された。
六郎の麻雀勝負及び松岡との一部始終を、BAR「カサブランカ」で正臣に語り、閉店時間までその話で盛り上がり、財前から窘められ、慌てて水割りを2人で飲み干していた。その後、財前の性的暴行被害を知り、悩みつつも彼女が復帰したBAR「カサブランカ」へと行き、彼女に対してどう接するべきか戸惑っていたが、意外にも吹っ切れた様子だったことから、安堵していた。
運転免許の高齢者講習のため、正臣たちと共に自動車教習所へと行き、筆記試験を受けるが四苦八苦。教習所敷地内での路上講習で、岡林谷江（後述）が運転する車の後部座席に同乗していたが、彼女が赤信号で直進していたため冷や冷やしていた。
岡林が免許証を取り上げられて、憤りながら郷へ戻っていく様子を見て正臣と2人「免許証を取り上げて正解だった」とBAR「カサブランカ」で語っていた。
その前後頃、摂子が「断捨離」をするようになったことで、彼女の付き人・夕子から相談を受ける。その直後にマヤから「断捨離を進めたのは自分だ」と打ち明けられた。翌日、冴子から「マヤが姫（摂子）を妬んで、トロフィー類を捨てさせたのでは?」と告げられ、直後にBAR「カサブランカ」でそのことを巡って2人が激しい言い争いを始め、正臣・六郎と共にオロオロしていた。その最中、夕子が飛び込んできて、摂子の異変を知らせ彼女と共に摂子の下へ向かうが、摂子が浜辺で歌を歌いながら着物を破り徘徊する様子を目の当たりにし、衝撃を受けた。
その直後、彼女が倒れ名倉から「肺がんが脳へ転移していて、余命1ヶ月です」と告げられ、言葉を失う。翌日、彼女のお見舞いへ行ってすぐ名倉に、「苦しませないでやって下さい」と告げた。
病室棟にいる摂子の看病で疲れ切った夕子が彼女の病状に気付けなかった自分を責めていたため、慰めていた。その前後頃、マヤがコテージを訪れ、自分だけ摂子の容態を知らされていなかったことで彼を責めたが、それと同時に断捨離を薦めたことを悔いている様子を見て、返す言葉もなかった。
その直後、凉子から電話で呼び出され、「山家」で摂子の容態などについて語り合う。実はこの日、彼女は芥川賞選考会の受賞選考待ちだったため、驚き「行かなくていいのか」と問いただすと、彼女は「行かない」と拒否。結果は次点で受賞を逃したが、吹っ切れた表情の反面、本当は悔しかったのだろうと確信し、彼女を思いやる。さらに、凉子から「路子さんのコテージからこっそり、男が出てくるところを見ちゃったのよ」と明かされ、驚く。しかも相手が、郷の職員・中里であることを知らされ、2度ビックリしていた。
病室棟へ摂子のお見舞いに訪れるが、彼女が夢うつつで自身を千坂と勘違いしていることに戸惑うも、一緒にしりとりをしていたが、自身が「スマホ」と答え、目覚めた彼女からテレビ局内の夢を見ていたことを告げられた。
第109話で、アザミと直美。そして律子が交互に現れアザミからはキスされたり、直美からは「私とアザミと、どちらが好き?」と訊かれるなどというハーレム状態の夢を見て、眠れずにバルコニーへと向かうも郷の入り江に人影があるのを目撃。
岩陰から密かに様子を覗うと、郷の創立者・加納が摂子の車いすを押しながら、入り江を歩く姿を目撃した。
摂子の病状を知り、医研センターからしのぶが舞い戻ってきたことに驚く。
彼女が亡くなり、東京で営まれる本葬で遺影として使う写真を夕子・凉子と共に選んでいたが、女優として活躍していた頃の写真ではなく、最近郷で撮影された「シワだらけ」の生前の摂子の写真を選んだ。
やすらぎ財団の芸術委員会を通じて、新聞社から「九条摂子さんへの追悼文を執筆して欲しい」と依頼を受け、書いていたが名倉から呼び出され、高井・白鳥と共に生前の摂子のことを振り返っていた。その場で、名倉からしのぶが置いていった詩集を見せられ、名倉から借りて読んでいたが、ある一文を読み、書いていた追悼文を捨て改めて書き始めていた。
摂子の死去から10日経った頃、突如孫娘・梢が訪ねてきた。一郎が善福寺の自宅を売却したことを知らされショックを受けるが、更に追い打ちをかけるように梢から「パートナーと一緒に暮らしている」と打ち明けられる。
郷へ連れて来た相手の男性・湊（後述）は、梢よりも年上で現在離婚調停中であり、しかも一郎と同世代であると知り、2度ビックリしていた。
落ち着こうと部屋でタバコを吸い始めたら、湊から「彼女は妊娠しているから吸わないで欲しい」と窘められ愕然。ショックのあまり、血圧が上昇しコテージを訪ねてきた冴子とマヤから、心配されていた。
BAR「カサブランカ」で話し合いを再開したが、梢から湊の妻へ慰謝料を払うために、彼女が相続する筈の遺産の内1500万円を求められ、自身と律子がこつこつ稼いだ金を、そんなことには渡せないときっぱりと断り、帰って行く2人を見送りコテージへ帰った後、自身が孤独であることを実感していた。
その前後頃、伸子から郷の外にある喫茶店で梢と会った事を聞き、梢が大学で「介護の勉強をしている」と知らされた。更にその後、彼を訪ねて倉林リカコ（後述）がコテージに現れ、「伸子さんが父（六郎）に騙されているのでは?」と相談され、その上で「自分と同い年（35歳）の人を「ママ」とは呼べません!」と結婚に反対していることを明かされた。
それから数日後、梢から謝罪の手紙が届き、読んでいたが伸子との会話には触れていないことを知る。直後に中里が訪ねてきて、彼が路子との結婚を考えていることを相談された。その過程で、彼女がウエディングドレスを自分で縫っていることを知り、困惑。
「カサブランカ」でそのことを冴子たちに話すと、冴子とマヤが揃って「自分達もウエディングドレスを着たい」と言い出し、驚く。そこへぬい子が現れて事務所へ行くと、みどりから電話があり「父（英吉）に会って欲しい」と告げられた。
第122話でついに加納と対面。彼の事務所にかつて所属していた女優（後述）の悲惨な晩年や、テレビ創成期に活躍していた著名人たちを2人で振り返っていた。みどり達と共に、加納の最期を看取っていた。
第124話で、郷へ帰り高井と白鳥には加納の他界を伝え、3人で生前の彼の姿を振り返っていた。そこへ伸子が現れ、名倉夫妻がここ数日郷へ出勤していないことから問い詰められ、「コンシェルジュとして、やってられません!!」と不信感をあらわにされ、何とかその場から逃れたものの、今度は六郎から冴子とマヤのウエディングドレスの一件がさらに飛躍していることを聞かされ、頭を痛める。
加納の死後、コテージから一歩も出ずに過ごしていたが、アザミから送られた脚本「手を離したのは私」の第3稿を読んでいて、この機会に直美が暮らしていた東北へと旅に出ることを決断。アザミ本人にもメールで伝えるが、彼女から「同行します」と伝え、驚くも嬉しさを隠せなかった。
そこへ冴子がコートをまとって現れ、「どうしたのか」と訊ねると、ウエディングドレスを着ていた。さらにマヤもウエディングドレス姿で現れ、「どっちがキレイ?」と問われると同時に、他の女性入居者たちもウエディングドレスを着たいと言い出したことからファッションショーにしようということになり、あ然。その最中、館内放送でみどりから加納の逝去が明かされた。
その夜、「カサブランカ」で六郎・正臣・冴子・マヤ・ゆかりに加納の臨終時の一部始終を告白。と同時に、彼が「やすらぎの郷 La strada」を創設したきっかけが、摂子の言葉と大道（後述）を悲惨な晩年に追い込んだ責任を感じた事だったという理由を明かした。
翌日、直美が被災した東北へと旅に出た。その後磐梯熱海に宿泊しアザミに醜態をさらした翌日、ついにアザミに自分と直美の関係を告白するが、反対にアザミから『手を離したのは私』の作者が羽村（後述）であることを告白され、「年寄りが取り込み詐欺にかかった気分」と語り、3か月に渡ったアザミとの関係を自嘲する。
その後アザミと羽村から『これからのテレビを描く我々に一言』と頼まれ、『樹は根に拠って立つ、されど根は人の目に触れず』という一言を色紙に書いて贈った。
2人が宿から帰っていった晩、マッサージ師（後述）から「（ドラマの脚本を）もう一回、書いてぇな。」と懇願された。翌日、宿をチェックアウトして、この半年間に郷で起きた出来事などを回想しながら、車で郷へと帰って行った。
『子宮で泣かせて睾丸で笑わせろ』を信条にしている。
菊村律子（きくむら りつこ）
演 - 風吹ジュン
栄の妻。元舞台女優。旧姓は堺（さかい）。劇団に属する舞台女優として活動し、人気を集めてブレークしたが撮影中の事故で腰を痛めてからは体力が落ち、加齢による心身の衰えもあって集中力や記憶力が低下してゆき、2012年に自らが出演した舞台劇『もういいよ…まぁだだよ…』で台詞を全く出せなくなり、舞台を中断させたうえに一部から批判を受けたことに傷つき、それを気にする必要はないと励ます栄の言葉も「あなたは書くだけで、人前で演じたことがないからそんなことが言えるのよ！」と撥ね退けて女優を引退する。
ブレークした全盛期には天然な面を持つことから“トロコ”の愛称で呼ばれていたが、凉子や六郎や秀次は栄との会話の中で律子を“律（りっ）ちゃん”の愛称で呼んでいる。
引退後は専業主婦として日々を過ごしていたが、晩年は認知症を患い、突如として家を出て周囲を徘徊しては栄に家へと戻されるようになり、末期には過去の出演作品を見せられても画面に映っているのが自分だと気付かず、栄が誰なのかすらわからなくなるに至った。実はヘルパーから虐待に近い扱いを受けていたことが判明。それでも時々は意識が正常に戻って栄と普通に会話を交わすこともあり、そのような中で「やすらぎの郷 La Strada」への入居の話が舞い込み、栄と共に入居が決まっていたが、それを待つことなく2016年9月28日に亡くなった。折しも入居のみならず、金婚式を迎える前であった。
栄は後述の路子との「女の一生」に関する会話の中で、自分と律子の関係について尋ねられた際に「律子の初体験の相手は自分」と口を滑らせている。その一方、栄との結婚後に仕事にて秀次と共演したころ、絵に熱中していたことがあり、これと六郎の発言もあって栄から秀次との間に何かあったのではないかと疑われる。
実際に、夫である栄が若い女優の安西直美から一方的に慕われ、「この件で律子に心配をさせたくない」という思いからあたかも何もないように装っていた中で彼女からのプレゼントであるペンダントを自宅のピアノに隠していたことに気づき、栄の意図を察してあくまでも表面上は「全く気付いていない」というふりを通そうとして精神が不安定になっている時期、秀次から執拗にヌードモデルを頼まれていたことがあった。だが結局モデルにはならずに途中で思い返して帰ろうとし、その途上で当時秀次と同棲中だった凉子と鉢合わせる。その後凉子に謝罪の電話を掛けたがそこで凉子が何も言わずに電話を切るという、「あなたを絶対に許さない」と激怒しているとも受け取れる反応をしたことで精神的に追い詰められた末、過量服薬自殺を図るが、これに伴い「別れの挨拶」としての電話を掛けた凉子が事情を察し、手を回して病院に搬送したため一命をとりとめている。これが秀次との関係の真相であった。
物語開始の時点で故人ではあるが、栄の回想や妄想などにたびたび登場している。
白川冴子（しらかわ さえこ）
演 - 浅丘ルリ子
コテージ108号室の住人で、『緑の天使』でデビューを果たして以来芸能界で活躍してきた国民的人気女優。愛称は“お嬢”。離婚歴アリ（後述）。「やすらぎの郷 La Strada」へ入居した栄と、『ゴールデン街の天使』の打ち上げから20年の時を経て再会を果たした。かつて203号室で暮らしていたが、栗山たかこの幽霊と思しき怪現象の末、わずか3か月で部屋を代えた。老いてもなお見栄えには気を遣っており、化粧をしていないすっぴんの顔は誰にも見せない主義。中学卒業後すぐに芸能界へ進んだためか常識には疎く、栄のみならずマヤをも閉口させることも多い。経済観念も破綻しており、絶頂時に稼いだ多額のギャラは「墓まで持って行けないから、お互い連れ合いもいないので生きているうちに使う」というマヤとの合意もあってほぼ使い果たし、現在は困窮している。一体幾つまで生きる人生計画だったのかと栄からは呆れられているが本人は「美人薄命」という理由でもっと早く死ぬものだと考えていた。
かつて人気の絶頂にあった頃は、冴子の誕生日パーティーに呼ばれることが芸能界におけるステータスであり、『山から谷へ』でギャラクシー賞を受賞した年の六郎や、『大納言シリーズ』が大ヒットしていた頃の正臣も呼ばれたこともあったが、彼女の人気に陰りが出だした頃から招待状を出してもそれを受けて出席する人数が減ってゆき、ついには3人しか出席しない事態となりパーティーの中止に追い込まれるが、周囲の手のひらを返したような扱いの違いを前に摂子が提案した「ナスの呪い揚げ」を承諾し、儀式の内容上大勢を呪うことはできなかったものの、当初予定した384人の呪い揚げ候補を何とか30人にまで絞り込んだうえで実行した。翌日、そのうちの一人が儀式の時間帯に40代の若さで急死したことを知って動揺する。
他の女優たちと同様、小春と確執があり嫌っており、彼女がやって来た当初は「やすらぎの郷 La Strada」へ入居する気であると勘ぐるや、「小春が入るなら私が出ていくわよ。やすらげない郷になっちゃう」とまで言い放ち、歓迎パーティーにも出席しなかったが、その後考えを改め、小春が去る際には摂子と共に彼女を門で待ち受け和解。涙ながらに去る小春を見送った。
「女の一生」の実写ドラマ出演の打ち合わせを優先させたがために茅野夫妻の合同告別式に遅刻して現れ、マヤを怒らせた上に彼女の追及から逃れて自室に逃げるという醜態をさらしたことで、さらに怒りの炎に油を注ぐ結果となった。その夜、「カサブランカ」で、演出家・韮川から「すっぴんで演じる事」を求められ、怒りのあまり水をぶっ掛けて断ったことを栄に話すが、その過程で知り合った脚本家志望の若い女性が実は安西直美の孫娘であることを知り、あまりにも瓜二つなことに驚き、スマホで撮影し栄に見せた。
栄がアザミと対面する日、マヤたちと彼を尾行して待ち合わせ場所の「ワイレア」へと向かい店内から様子を伺っていた（後から合流）。
伸子の父が郷へ現れ、六郎と娘を別れさせるようみどり達へ訴えていたところに理事長室へと現れ彼を麻雀に誘う。
財前の性的暴行被害を六郎を通じて知り、BAR「カサブランカ」で彼女を励ましていた。
摂子が断捨離をするようになったことをめぐって、マヤと激しい言い争いとなる。直後に摂子が倒れ、このことはマヤに伏せるよう六郎たちに告げた。
しのぶが摂子の病状を知り、彼女が好きだった歌・「ゴンドラの唄」を白鳥・中井と共に歌うことを知り、「まずいんじゃないの？」とつぶやいていた。
摂子の葬儀で弔辞を読むことになり、新たな喪服を生地で仕立ててもらおうとオーダーし、みどりに支払いを頼んでいた。
弔辞を読む件でマヤとBAR「カサブランカ」で大ゲンカとなり、財前から「やめて下さい!!」と激怒された。これで目が覚めたのか、本葬には古い喪服を引っ張り出して出席した。
東京で営まれた本葬に出席していたが、マヤから「涙と鼻水を流してて、貸したハンカチで鼻をかんだ」と明かされた。
栄と梢の一件でマヤと一緒にコテージへ現れるが、梢の彼氏がマヤを知っていたが自身のことは知らなかったことを知り、気分を害していた。栄がショックで血圧が上昇し慌てて彼を寝室へ移動させ、梢と梢の彼氏をBAR「カサブランカ」へ誘う。栄と梢の話し合いが決裂し、一部始終を聞いていたマヤと共に梢たちを諭していた。
その前後頃、路子が中里との結婚式のためにウエディングドレスを縫っていることを知り、「ウエディングドレスを着たい」と言いだすと、マヤから「派手な挙式（披露宴）を挙げて別れたのに?」とツッこまれていたがマヤと共に盛り上がっていた。
栄が加納の別邸から帰ってきた前後頃、ウエディングドレス姿で彼のコテージへと現れ、直後にマヤもやって来たと同時に「郷の他のばあさん連中も「ウエディングドレスを着たい」って言い出したわよ」（マヤ談）と、ファッションショーを計画していることを明かし、栄をあ然とさせた。直後に館内放送で加納の訃報を知り、「カサブランカ」で栄から亡くなる際の一部始終を聞かされた。
水谷マヤ（みずたに マヤ）
演 - 加賀まりこ
コテージ105号室の住人で、きつい口調が特徴の女優。16歳で『青い果実』でデビューした。喫煙者かつ酒も強く「悪女」といった印象を与える。冴子とはしょっちゅう口喧嘩をしているが、決して仲が悪いわけではなくむしろ良いコンビ。なお、女優としての仕事の中には『星の世界の洋子』という主演作品があるが、後述するちのやん夫妻にとっては特別な思い入れのある作品となっている。
昔から他者の心を読むのに長けており、それを遠慮なく追及するためどんな男とも長続きしなかった。栄とは仕事上の付き合いが深く、腐れ縁で互いの過去の所行については互いにイヤというほど知っており正に「異性の悪友」。冴子と同じく最終学歴が中卒という身で難しい日本語は苦手。ただ事情通で世間擦れしているため、浮き世離れした面も持つ女優陣の中ではわりと常識派に位置して、したたかな面も際立つ。栄の妻・律子の過去にも精通しているのだが、わりと口が重く大事な秘密は漏らさない。気の置けない存在として栄のコテージには頻繁に出入りしている。
犬山小春の歓迎パーティーに出席せず、また最後まで小春との和解はなかったが、小春の死後、小春が最後に書いた彼女宛の手紙を読み、涙する。
ちのやん夫妻の告別式に遅刻してきた冴子に「今頃来やがって」と不快感を抱き、彼女を問い詰めようとするが話らしい話もできないまま逃げられたことで不快感はさらに増し、後日大喧嘩になる。
後述のノンフィクション作家が摂子を訪ねてきた際、彼女の様子がおかしかったことからBAR「カサブランカ」で栄に事情を聞き、彼女の心情を慮っていた。
中井のライブ直前まで行なっていた、リハーサルの音で麻雀に集中できず「うるさい!」と文句を言っていた。
松岡が郷へ現れた際、冴子と共に彼を麻雀に誘っていた。
高井たちによる、財前たちを暴行した犯人グループへの報復が明らかになった際。六郎から主犯格の男2人が下腹部を負傷して入院したと知らされ、「タマだったの?それとも竿?」とストレートに訊いていた。
岡林の高齢者講習での一件で、彼女を古くから知っていることから「誇り高い人だから、怒ったでしょうね」とつぶやいていた。その件の前後頃。断捨離にハマっていることが判明。摂子のヴィラを訪ねた際。着ない服が多くタンスにあることから、彼女に断捨離を薦めた。
このことがきっかけとなり、BAR「カサブランカ」で冴子と一触即発の雰囲気に。激しい言い争いとなる。直後に摂子が倒れ、このことが自分にだけ伏せられていたことを怒って、栄を責めるも自身が断捨離を薦めたことを悔やんでいた。
第109話では、夜になって郷の職員が正装していて物々しい雰囲気になっていることを栄たちに知らせに来る。
しのぶが「ゴンドラの唄」を歌うことを知り、そのときには冴子と2人で渋い顔をしていた。
冴子が摂子の葬儀で弔辞を読むこととなったときには伸子に詰め寄っていたが納得がいかず、「カサブランカ」で冴子と大ゲンカになり、ゆかりから「やめて下さい!!」と激怒された。その後本葬に出席後、その葬儀や冴子の弔辞に対し「良かった」という感想を栄に語った。
栄と梢の一件で冴子と一緒にコテージへ現れるが、栄がショックで血圧が上昇し慌てて彼を寝室へ移動させ、梢と梢の彼氏をBAR「カサブランカ」へ誘った。話し合いが決裂し、一部始終を聞いていた冴子と共に2人を諭していた。
路子が中里との結婚式のためにウエディングドレスを縫っていることを知ると、冴子と2人で「ウエディングドレスを着たい」などと盛り上がっていた。
栄が加納の別邸から帰ってきた前後頃、ウエディングドレス姿でコテージに現れ、郷の女性入居者と「ファッションショーを計画している」ことを明かし、栄をあ然とさせた。直後に館内放送で加納の訃報を知り、「カサブランカ」で栄から亡くなる際の一部始終を明かされた。
三井路子（みつい みちこ）
演 - 五月みどり
コテージ304号室の住人で、歌手としてデビューし『夜、咲く花』で一世を風靡してから女優へと転身。79歳。離婚歴は数回。1990年代に栄が脚本を手がけた『可愛い女』でギャラクシー賞を受賞した。かつて203号室で暮らしていた大女優の栗山たかことは「お姉様」と慕っていた仲であり、彼女と話し合って構想を作った「女の一生」を題材にした、自分が主役の舞台の脚本を書くよう栄に頼む。彼女らが構想を練った「女の一生の3つのターニングポイント」とは、「処女を失う時・男に金で抱かれる時・男に相手にされなくなってから、金で男に抱かれるようになる時」という、栄を仰天させるものであった。しかし、これを頼んだ時点で既に、謎の新人作家「濃野佐志美」によって勝手に『流されて』というタイトルで文芸誌に掲載されていたのには気付いていなかった。
霊感が強いと自称しており、203号室での怪現象を「たかこや彼女の死後に息を引き取った飼い猫の霊が原因である」などと主張するが、彼女の霊感絡みの発言の中には脚本を書く気はないと言う栄に「嘘。書きたいと顔に書いている」と否定したり、怪現象を止める方法として「お姉様の望み通りの脚本を書いて」と頼むという、彼女自身の願望を栄に押し付ける口実じみたものが含まれており、栄からは脅迫かと疑われるなどいささか胡散臭く思われている。しかし彼女自身はこれはあくまでも本物の霊感であると認識しており、そのために霊のみならず人の心もわかると称する他、霊を慰めるために香を焚いたりもしている。秀次がぎっくり腰で倒れた時もおむつを穿かせようとする冴子たちとは異なり、ヴィラの一角で香を焚いていたが後にこれについて「亡くなった大村さんも腰を痛めていたけど、大村さんの霊がまだいたから、秀さんもぎっくり腰になった」と語っている。
秀次の件が収まったのちにどさくさに紛れて彼のヴィラへ赴き、おむつを取り替えるしたたかさも併せ持つ。
小春の歓迎パーティーに出席した数少ない入居者の1人。
郷に羆（実は仔熊だった）の出没情報が発生した際に、動揺し栄に「殺さないよう猟友会に伝えて」と電話で相談していた。
実は、摂子が倒れた前後頃から郷の職員・中里と密かに交際していることが判明。結婚を望み、ウェディングドレスを着たい願望があることが中里から栄に明かされた。
郷で営まれた摂子の「お別れの会」でしのぶが棺に取りすがり、泣きわめく姿を見て、彼女の心情を慮っていた。
九条摂子（くじょう せつこ）
演 - 八千草薫
ヴィラA号室の住人で、戦前から活躍する女優。戦前はいくつもの映画に出演していたが、戦後はテレビドラマを中心に活躍し、かつて栄が手がけた『祇円物語』で主演女優賞を受賞したことがある。90歳を過ぎても品の良い美しさを保っている。愛称は“姫”。口癖は「ねぇ」。
かつて若手の画家と結婚するも、その結婚生活は夫の薬物中毒死によって数年で破綻しており、それ以外の結婚歴はない。ただし、世間では戦前に関係があるも死別した映画監督の千坂浩二こそが「姫の永遠の恋人」として認識されており、彼女自身も浩二の写真が入ったカメオを大切に身に着けており、なおかつ彼に「処女をあげた」とも冴子らに語っている。普段の生活はガーデニングに精を出す穏やかで慎ましいもので、飲めないため「カサブランカ」に顔を出すことも稀。一回り年下の栄にとって憧れの存在。
故人の意向で贈与された遺品のスケッチ画について摂子から相談された栄は、それが有名画家の大作のもとになったデッサン画でないかと指摘。高額なものでないかと疑い鑑定を依頼する。それと知った摂子は受け取りを拒否し、故人の意向を重んじる遺族と揉めることとなる。その後、栄だけに「ホントは欲しかったが、女の意地というものがあるでしょう」と本音を覗かせている。
戦時中、海軍の若手参謀だった英吉からの求めに応じて特攻隊員への慰問の食事会に参加した。隊員たちは思いも掛けぬ計らいに喜んだが、それは翌日に出征し死ぬことが確実であった彼らに対する、いわば「最後の晩餐」であったことを知り、複雑な心境を抱く。さらに終戦後、その時の特攻隊員の母親から「息子は貴方に逢えたことを喜んで戦死を遂げたが、貴方はそのときの食事の味を覚えていますか？」という内容の手紙を受け取り、深い心の傷を負う。
冴子が毎年行っている誕生日パーティーに出席するとの返事を出した数少ない一人であったが、出席者の少なさゆえにパーティーが中止となり、ホテルへの高額なキャンセル料の発生に困惑する冴子への同情と、恩知らずな関係者への憤りから、戦前の映画撮影所で流行っていたという、丑三つ時に恨みのある人間一人に対して一本のナスを揚げてから食べる（あるいは、最低でも一口は齧る）という「ナスの呪い揚げ」の儀式を提案、内緒で協力してくれたスタッフの助力も得て自らのヴィラにて実行した。後日、深夜に大騒ぎしていたことと「ナスを使ってなにかしていた」件についてみどりから追及を受けるも、ボケたふりをして誤魔化すお茶目な一面も持っている。
一方で過去の蟠りに囚われて小春の歓迎パーティーに出席しなかった冴子やマヤ、マロに対しては激怒を露わにした。
その後小春が「やすらぎの郷 La Strada」を去る際には冴子と共に門で待ち受け、彼女に「郷のみんなから」とした餞別を渡して彼女を励まし、見送った。
秋になり、自身を訪ねてかつて高井の半生を描いた本を出版した、ノンフィクション作家と対面。彼から、戦時中の出来事などを根掘り葉掘り聞かれ、当時のことを思い出し傷つき絶叫しその場を後にした。深夜になり、突然栄のコテージを訪ねてくる。
ノンフィクション作家に対し、「悪い事しちゃったわね」と語り、千坂が出征する直前に自身を撮影した時の出来事を栄に語る。話し終わると、栄と手を繋いで帰って行った。
後日、朝食をとる栄の前に現れ、千坂が自身の夢枕に現れたことを栄に打ち明け、自身が老いたのに彼が若いままだったことから「ずるいわよね」とこぼしていた。
岡林の事件の前後頃、マヤから断捨離を薦められ着なくなった洋服などを整理していたが、次第に様子がおかしくなり、付き人の夕子とも口をきかなくなり、自身がかつて出演した映画やテレビドラマなどが評価され、受賞した紫綬褒章などの勲章やトロフィーまで捨てようとする事態に。夕子から事情を聞き、彼女の様子を見にサロンへ向かった栄をよそに、ライブラリールームでかつて自分が出演していた映画・『夏目漱石の三四郎』を見ていた。
マヤと冴子の口論の最中、郷にある浜辺で歌を口ずさみさ迷い歩きながら、古い着物を破っていて栄を驚かせた。
直後に倒れ、病室棟へ搬送された。実は末期の肺がんを患っており、それが脳へ転移していて余命1か月であることが明らかになる。
ベッドで夢うつつに栄を千坂と間違え、しりとりをしていたが目覚めると「菊村先生だ」と照れながら、麹町のスタジオでのドラマ『空は限りなく』を撮影していた当時の出来事を、栄と共に振り返っていた。
しのぶが自身を見舞いに舞い戻った日の夜11時52分、生涯を安らかに終えた。享年91歳。
密葬は翌日午後に、本葬は東京の赤坂葬儀場で後日行われた。本葬の様子はワイドショーで大きく取り上げられ、大下アナウンサーからは「世紀の天使」と評された。その死は多くの人から悼まれ、郷出発時は近くの漁村の住民が見送り、また本葬においても多くのファンが詰めかけるほどであった。
川添夕子
演 - 松本ふみか
摂子の付き人。606号室の住人。摂子からは「夕ちゃん」と呼ばれる。
秀次の失踪騒ぎにおいては、「誰も傷つけない形で問題をうやむらにする」必要があるために「誰も気づかなかったことにすれば良い」という幕引きを提案。少々無理のある筋書きであったが、一応の収束に成功させる。
第103話では、摂子の様子がおかしいことから栄に相談を持ちかけ、第104話で摂子の異変を知らせに「カサブランカ」へと駆け込む。それ以来、病室棟で摂子の看病をしていたが、栄には「一番近くにいながら、病状に気付けなかった」と打ち明けて涙を流して自分を責め、栄から慰められる。
摂子が亡くなり、葬儀で遺影として使う写真は栄・涼子と共に選んでいた。摂子には身寄りがないため、郷での「お別れの会」では喪主を務めていた。
第123話で実は加納英吉の執事の孫娘であることが判明。摂子の遺骨の一部を、加納の棺に納めていた。
真野六郎（まの ろくろう）
演 - ミッキー・カーチス
コテージ101号室で暮らす個性派男優。愛称は“マロ”。秋田県の出身で、当地の方言で「（物語が終わって）めでたしめでたし」を意味する「とっぴんぱらりのぷう」が口癖。
賭博や覚醒剤、さらには結婚詐欺などでの度重なる逮捕歴がある。それゆえに芸能界から半ば干されていた時期もあるが、その時に栄が、自らの脚本によるテレビドラマで放送局の反対を押し切って起用したために再起することができた。そのほか俳優業では『山から谷へ』でギャラクシー賞を受賞したこともあるが、本人は当時を振り返って「あの年だけやけにチヤホヤされたが、翌年からはあまり見向きもされなくなった」と語っている。
賭場への出入りは終戦後間もない時期からという筋金入り。老いてもその性分は変わらず、秀次の失踪騒ぎの際には、自らが胴元となり施設内の住人や職員に対して「誰が秀次を匿っているか」を予想する“馬券”を売っていた。さらに色気絡みの事項への興味も失われてはおらず、摂子らが所持していた若い頃の写真の中に水着姿の若い律子を見つけた際には「わーお」と歓声を出していた。また、敷地内の入り江で職員の若い女性たちが水着姿で戯れているのを目にして「青春が蘇っちゃう!俺、森田健作になっちゃう!」とハイテンションになったが、直後に数日前に目撃した凉子の様な老いた姿に、彼女たちも時が経てばいずれはなるという現実に気付くや「時よ!せめて1人くらいは例外を作れ!」と怒鳴った。
夜になると「カサブランカ」の常連客として、正臣や栄と盃をかわしている。芸能界での長いキャリアから表には出ない様々な噂話を知っており、酒が入るとそれらをポロリと漏らしたりすることが多く、そのせいで「ナスの呪い揚げ騒動」に巻き添えを食って参加させられたり、栄に律子の件でいらぬ疑いを持たせたりした。
プライベートではアメリカ絡みのものが好きなようで、コテージの室内の一角や玄関の近くにアメリカのポップ・カルチャーでは有名なルート66のグッズを飾っている。また、高齢者ながらもネット関連には詳しいようで、入居者の多くがガラケーを使う中で若者よろしくスマホを愛用し、フェイスブックやヤフオクなど、最新のネットサービスも使いこなしている。
家族は暴力団組長だった父親がいたが、抗争にて死亡。兄と姉がいるが関係は良くないようで「俺の遺産はあいつらにはあげないよ」と栄や正臣に明言しているが、その総額は30万円とのこと。また、50歳の頃に愛人に産ませた娘がおり、遺産は彼女に全て譲る意向であるが、それが法的に可能か否かについては少々ややこしい（詳細は後述）。結婚歴があり子供を3人儲けているが、離婚。しかし、伸子との結婚話の過程で籍が抜けていなかったことが発覚。信三から「重婚罪で訴える!」と言われていた。さらに、孫もいるがこの孫と接する時だけは典型的な「孫を溺愛するおじいちゃん」に人が変わる。
実は1年ほど前から、コンシェルジュ・伸子（後述）と密かに交際していることが判明し、その関係性は結婚を考えるまでに発展している。秋になり、伸子の父が現れ、自身の経歴を調べ上げた上で別れを迫られるが、彼と麻雀で対決。かなりの好成績だったが、結果は自身が勝ちを譲り、その後は「カサブランカ」で栄と呑んでいた。
財前と一馬の事件が発生した事と高井たちによる、犯人グループへの報復を栄たちに話していた。
摂子への弔辞を読む件で「カサブランカ」で冴子とマヤが大ゲンカになった場にいたが、正臣と2人オロオロするのみだった。その後摂子の本葬に出席した。
「カサブランカ」で、路子の結婚式の話題になり、冴子とマヤが「ウエディングドレスを着たい」と盛り上がっていた際には「仮装大会……」と小声でツッこんだ。栄が加納の密葬を終えて、郷へ帰った日。彼女達のウエディングドレス計画がさらに飛躍していることを、栄に話した。
正臣と将棋を指している最中、館内放送で加納の訃報を知り「カサブランカ」で、栄から加納が亡くなる際の一部始終を聞かされた。
岩倉正臣（いわくら まさおみ）
演 - 山本圭
コテージ201号室の住人。1970年代に時代劇もので人気を博した男優。栄と同じく妻には先立たれた。
自ら主演した東日テレビの『痛快極楽時代劇 幕末大納言』を主軸とする一連の『大納言シリーズ』が大ヒットしたことから、愛称はそのまま“大納言”。その後麻布に居酒屋「大納言」を出店するが失敗に終わっている。
『大納言シリーズ』には思い入れがあるようで、コテージの洗面所の一角には関連グッズと思しき「大納言」と書かれたステッカーを貼っている。
時代劇に出演した経験や武道の嗜みがあるため、日本刀にある程度の目利きがある。
栄や六郎とは釣り仲間でもあり、よく3人で釣りをしながら雑談をしている。釣りをしながら凉子の全裸を目撃した際には複雑な表情をしていた。
第41話では六郎が天国と地獄を語るシーンで、あの世でもう二度と会えないと思っていた女房に会えるなら「若い頃より、死ぬ間際の老けた女房に俺は会いたい。その方が、話すことがいっぱいある」と涙ながらに述べていた。
小春の歓迎パーティーでは司会を務める。
六郎が伸子と密かに交際していることを、一緒に雀卓を囲んでいたときに栄たちに話した。
身内の葬儀のために一時期郷から外出していた。
栄たちと共に高齢者講習に参加していたが、筆記試験でカンニングをし、教官から注意された。その後の路上講習では栄と共に岡林の車に同乗し、彼女が赤信号でも走行していたため、栄と2人冷や冷やしていた。岡林が免許取り上げになった際には憤る彼女を宥めていたが、こっそり栄には「免許を取り上げて正解だった」と語っていた。
摂子への弔辞を巡って「カサブランカ」で冴子とマヤがけんかした際は、六郎ともども狼狽するのみだった。
六郎と将棋を指している最中、館内放送で加納の訃報を知り、「カサブランカ」で栄から加納が亡くなる際の一部始終を聞かされた。
井深凉子（いぶか りょうこ）
演 - 野際陽子
コテージ206号室の住人で、女優。かつて栄が手がけた『老女組合』に出演したことがあり、加えて律子を含めた菊村家とは家族ぐるみでの交流があった。
「体も頭も動かさないと鈍る」という考えから、ウォーキングが日課。ときどき敷地内の入り江では路子らと全裸で泳いでおり、六郎からは文句を言われている。執筆業という職業病につきもので運動不足気味の栄とは正に対極に位置する溌剌とした女性。
小料理屋「山家」の常連客。よく鯉の刺身を注文する。
秀次とは若い頃同棲をしていたゆえ、秀次の入居に浮き足立つ女優陣の中で唯一人超然と構えていたが、彼の失踪騒ぎの際にはその過去から警察に被疑者として真っ先に疑われ、事実上「家宅捜索」されたことには立腹していた。
栄がアザミと会う日には冴子たちと共に栄の後をつけ、「ワイレア」で合流したが、その後は気を遣って栄に「山家」へ場所を移すようアドバイスした。
摂子の病状を知った際には「山家」にて「人っていつかこういう日が来るのね」と、しみじみ栄に語るとともに、自身の作家活動への反省の弁を述べる反面、実は受賞の知らせを待っている様子だった。
栄に「明るいニュース」と題し、路子が中里と2回コテージで逢っていることをこっそりと教える。
摂子の死後、葬儀で遺影として使う写真を栄・夕子と共に選んでいた。
濃野佐志美（こいの さしみ）
『老女たちの春』といった作品が本屋大賞にもノミネートされるなど、最近注目の新人作家。その正体は謎とされているが、実は凉子のペンネームである。作品の多くは「やすらぎの郷 La Strada」での出来事や入居者たちの過去話を、人名を架空の名前に変えるなどしてフィクション仕立ての小説としたもので、その中にはかつて栄が律子と若い女優の安西直美との三角関係になったあげく、律子の自殺未遂にまで至った一件を題材にした『壊れたピアノ』もあった。ペンネームの由来は「山家」の名物メニューにして彼女のお気に入りでもある「鯉の刺身」。
女優として脚本家の台本に沿って演じていたことへの反動と、入居者たちから聞き出したネタを眠らせたくないという欲求が執筆業への転身に繋がった。栄が名倉夫妻から後述の『散れない桜』の件を頼まれるよりも前の時点では、路子と栗山たかこが構想を練っていた「女の一生」をネタとして執筆した『流されて』を発表している。その後、摂子と英吉の戦時中の秘話をもとにした『散れない桜』を発表しようとした時には、その分野では先輩格の栄の説得を受け、原稿を破棄しろという忠告には従った。逆に栄が律子と秀次の過去に疑惑を向け、故人の秘密を暴こうとした際には「事実は事実だが、唯一無二の真実ではない」と諭す側に回った。
その後、財前が持っていた鯉から真相に辿り着いた真野と岩倉によってその正体が井深であることが郷内に暴露されるに至った。
秋になり、BAR「カサブランカ」での六郎たちの会話で、芥川賞候補に挙がっていることが判明。のちに「山家」で凉子本人の口から選考会の真っ最中である旨と受賞本命候補と見られていることが語られた直後に1票差で落選した。
それでも創作意欲は衰えることなく、最終回でもノートパソコンを使用しての執筆活動を「山家」にて行っている様子が描かれた。
及川しのぶ（おいかわ しのぶ）
演 - 有馬稲子
コテージ308号室の元住人で、シャンソン歌手。お酒好き。日本人歌手としては初めてカーネギーホールでコンサートを開催した経歴を持ち、日本のバラエティ番組の草分け的な存在とも言われた伝説の番組『しのぶの庭』のMCも担当していた。声が出なくなってからは歌手としての第一線から身を引き、女優業にも手を出すが、栄の手掛けたドラマに出演するものの演技力不足で人気を得られずに終わった。
現在は認知症なのか、酔った勢いで「エディット・ピアフやイヴ・モンタンは死んでおらず、まだ生きている」などと訳の分からない話を堂々とする面があり、かつてシャンソンにはまって彼女に夢中になっていた時期もあった栄もその姿にはショックを受けた。一方で歌唱力は全勢期よりも衰えているとはいえ未だ健在で、時折「やすらぎの郷 La Strada」の入居者たちを前に歌を披露することもある。また、ピアノの演奏もできる。
六郎によれば時折全く正常な様子で会話をしているとのことで、それゆえに彼はそのボケが演技ではないか、また「濃野佐志美」の正体は彼女で、ボケていると思い込んで警戒を解いた入居者たちの会話をしっかり記憶しているのではないかと疑ったが、当の彼女に探りを入れるもそれを伺わせる反応がなかったことから、推理は外れという結論に至った。
犬山小春とは長きにわたり確執があったが、貝田がしのぶを諭してついに和解。小春の歓迎パーティー開催を開こうと提案するまでに至る。その後のパーティーにも出席し、『しのぶの庭』のオープニングテーマ、「花は今開く」を披露した。ところがその後石上の詐欺行為が露見し、『しのぶの庭』の復活が嘘であること、そして貝田が自殺未遂をしたことを告げられると、ショックを受け、ピアノを叩き絶叫する。
夫の遺産はいわゆるタックス・ヘイヴンのヴァージン諸島で管理されており、パナマ文書の中にあった「S.OIKAWA」の名義からしのぶの口座の存在が明らかになる。他にも施設が入居にあたって申告を求めた資産とは別にタンス預金で貝田が管理している資産があった。詐欺の被害額は3000万円とされる。
石上の詐欺行為の発覚後は、事情聴取を終えて戻ってきた小春が自室に来た時も飲んでいた酒を浴びせるなど辛く当たり、怒りのままに「やすらぎの郷 La Strada」の入居者に土下座して謝ってから帰ることを要求した。その後彼女が本当に土下座して帰った後、「カサブランカ」で彼女が騙されていたことを受けて「私、あの娘に悪いことしたのかな」と栄に語った。皮肉にもこれが彼女が認知症が悪化する前に最後に発した言葉となった。
その後この事件のショックで認知症が悪化。当惑する入居者たちの前で『しのぶの庭』を一人で再現し、その中で特別ゲストとして小春を紹介、彼女に対する本心を垣間見せた。その直後には修平から鎮静剤を処方されて病室棟で眠っていたが、それから2か月後の7月の時点では虚ろな様子であるのが時折目撃されている。
茅野の告別式に車いすで現れ、故人夫妻が好きだった歌手・中島みゆきの曲『ファイト!』の1番の歌詞を朗読していたが、途中から歌い出して葬儀の参列者と共に大合唱で見送った。
真野と伸子の交際が明らかになった前後に、突然「やすらぎの郷 La Strada」から失踪し騒動になるが、数時間後、漁村で発見され保護された。
それ以降も徘徊が激しくなり、ついには休館日の市民ホールへ入り込む事件まで発生。貝田をはじめ「やすらぎの郷 La Strada」のスタッフが疲れ果て、ついに「医研センター」という別の介護施設へ移されることになり、郷を去っていった。
摂子が病に倒れたことを覚り、スーパーで大量に彼女の好物である鰻を購入し、那須からタクシーを無賃乗車して郷へと舞い戻る事件を起こす。
伸子やみどりに泣きつき、秀次のはからいにより、1分間だけ摂子の病室への入室を許され、眠り続ける摂子に話しかけるが、何も反応がないことから「駄目だ、こりゃ。時間の問題だ」「姫は死にかけている」などと不謹慎な発言をし、伸子たちから窘められる。
白鳥には「姫の好きな『ゴンドラの唄』を歌おう」と持ちかけ、中井と「じじいバンド」も加わり、さらに知らせを受けて那須から駆けつけた貝田がピアノを弾き、サロンで歌っていた。
摂子が亡くなり、郷で営まれた「お別れの会」では彼女の棺に取りすがり、号泣していた。
実は、摂子の見舞いへ行った際に、マリー・ローランサンの詩集を彼女の枕元へ置いていったことが判明。「鎮静剤」という詩に栞を挟んでいた。
貝田英信（かいだ ひでのぶ）
演 - 藤木孝
コテージ308号室の元住人で、バンド「スウィーティ・ファイブ」のピアニスト。同居していたしのぶととは籍を入れていないが1972年より事実上の内縁関係が始まり、現在は「ソフレ（添い寝フレンド）」の関係にある。彼女からは「貝ちゃん」と呼ばれている。仕事の話の時は、二人きりでも敬語で話をする。
炭鉱業が盛んだったころの北九州に生まれたが、その後の閉山によって家族は離散し、連絡の取れる身内はいない。妹も小倉に住んでいたが1971年に亡くなっている。また、バンド時代の彼以外のメンバー4人も、その内3人は既に亡くなっており、残る1人は老衰でとある施設の世話になっている身であり、ほぼ天涯孤独の身。周囲には、自らのことを自嘲も込めてジゴロだと語っているが、伸子ら施設職員からは単にヒモと認識されている。
「やすらぎの郷 La Strada」でしのぶが歌う時は彼がピアノを伴奏するのが常。また、「カサブランカ」にしのぶと連れ立って来店した際、しのぶが「私はいつものテキーラ。こっちはいつものジンジャーエール」と注文していることから下戸である模様。しのぶと違って認知症の気配はないようで、しのぶが酔った勢いで先述の訳の分からない話をしていた時も否定をすることなく調子を合わせてはいたものの、複雑な表情を浮かべていた。
石上が持ちかけた「しのぶの庭」復活計画に際し、彼に促されるまま関係者への工作資金を提供するが、その話が全て詐欺で資金を持ち逃げされたことを知りしのぶへの責任感や罪悪感から「やすらぎの郷 La Strada」に電話で「しのぶさんには言わないでほしい」と前置きをしてから事情を伝えたうえで失踪。木更津の海岸で入水自殺を図るが、近所の漁師に発見され一命は取り留め、施設内の病室棟に入院療養する。それから2か月後の7月の時点では傷が癒えて退院しており、時折しのぶの車椅子を押している姿を目撃されている。その後も、病状の悪化したしのぶに連れ添い彼女を見守っていたが、漁村での一件以来激しくなるしのぶの徘徊に、職員からも「共倒れになる」と心配される事態に。ついに彼女が郷を退去することとなり、涙ながらに見送った。それからしばらくして、彼女に連れ添うために自身も郷を離れる。
その後、医研センターからしのぶの行方が分からなくなり、捜していたが連絡を受けて郷へ戻ったことを知る。自身も郷へと駆けつけ、しのぶが「ゴンドラの唄」を歌う際、ピアノを伴奏していた。
高井秀次（たかい ひでじ）
演 - 藤竜也
栄の入居後からいくらかの時を経てヴィラB号室に新しく入った住人で、任侠映画で一世を風靡した伝説の男優。77歳。九州出身。「やすらぎの郷 La Strada」の入居者や、非行に走った過去のある一部の職員は親しみと畏敬の念を込めて「秀（ひで）さん（もしくは高井の秀さん）」と呼んでいる。一方で後述の人を引き付ける魅力から、猫を引き付けるマタタビにちなんで「マタタビスター」とも称されている。
俳優業以外では、美大の出身で画力があったことから様々な絵をコンクールに出展し、何度も入選している。その絵の中には、彼独特の人を引き付ける魅力によって、関係を持った女性の“ありのままの姿”を題材にした裸婦画もあったが、十数年前、自らが還暦に近かった頃に描いた絵のモデルが現職大臣の夫人であったことがスキャンダルとなり、世間を騒がせた末に芸能活動を停止することとなった。それからはただでさえマスコミへの露出が少なかったのが、さらに世間から姿を隠した隠者も同然となり、「やすらぎの郷 La Strada」への入居が決まる前のここ数年は海外で暮らしていた。
「伝説の男優」としてのパブリックイメージも手伝って、何かにつけて一挙手一投足を注目され本人も辟易している。「やすらぎの郷 La Strada」への入居に際しても迎えの車を断り、予め手配していた船から沖合でゴムボートに乗り移って施設に面した海岸から上陸。入居を待っていた人々（特に入居者の女性陣）を肩すかしさせた。
しかし、本人も自分のキャラクター性に合わないことを徹底的に隠すなど、やや見栄っ張りな面も持つ。ジムでは早朝トレーニング中に「ぎっくり腰」を起こし（入居者達からは当初心筋梗塞で倒れたと誤解された）、部屋に「私が世話をする」と押しかけて来た女性陣から無理やり紙オムツを着用されそうになるなど落ち着けない状態に置かれ、とうとう一馬に頼んで密かに逃げだすや、栄のコテージに転がり込み、秘密を守れる存在だと勝手に見込んだ彼の寝室を占領する。このことは施設のみならず世間的にも「失踪騒ぎ」となり、警察の捜査対象となる。更に我が物顔に振る舞って室内での喫煙を注意するなどして栄を苛立たせる。また世間的には「寡黙」を通り越して「無口」で通っているが、心を許した相手に対しては饒舌であり、哲学じみた持論を長々と語る。また、発情期の猫の声のような独特のいびきをかく。
犬山小春とは彼女が歓迎パーティーを待つ間に海岸で再会する。その後彼女の「シワだらけ」の顔を描きたいと懇願し、ヴィラ内で彼女の顔を描き始める。その後小春が郷内のフロントで土下座し謝罪した際に現れ、栄と共に彼女を海岸に連れて行き励ます。そこで彼女に「モデル代」として金銭と、「お守り」として不動明王が彫られたペンダントを餞別として渡す。彼女の死後も描き続けていた小春の肖像画は第65話で完成、菊村を感激させた。
茅野が亡くなってすぐ、彼が妻のために作った『星の世界の洋子』のラストシーンに由来する、手作りのプラネタリウムの如き大仕掛けを栄と共に振り返り、「たった一人の奥さんのために、幾晩徹夜して作ったんでしょうな」と思いを語った。
かつて、自身の半生を描いた著書を出版したノンフィクション作家と摂子が対面するところに立ち合い、彼が摂子の過去に執拗に踏み込んだ発言をした際には、制止していた。
財前の暴行事件を知り、原田・那須と共に犯人グループの元へ乗り込み、彼らへの報復を果たす。翌日、スタッフからマッサージを受けていたがその最中に名倉から呼び出され、原田・那須と共に厳重注意を受けた。
摂子のお見舞いへと行った際、ベッドで眠る彼女の「シワだらけ」のデッサンを描き、サロンで栄たちに見せるも、冴子とマヤからは「シワだらけの顔を描くなんて」とイヤな顔をされるが、彼は「若い頃の美しい姿よりも今の（シワだらけの）姿を描きたい」と告げた。
摂子の葬儀に出席するため、入居者がほぼ不在となった郷のサロンで、栄・白鳥と共に生前の彼女のことを振り返っていた。その後、海岸で先述のデッサンを燃やしていた。その際、栄に実は密かに冴子・マヤの「シワだらけ」の顔を描いていることを明かす。
栄から、加納の死を明かされていた。その際黙って栄と白鳥の会話を聞いていたが、一言だけぽつりと「カッコ、いいっすね」と語った。
モチーフにした人物は高倉健であるとされる。
三角寬次
演 - 山谷初男
コテージ202号室で暮らす老優。身寄りはいない。
小春の歓迎パーティーに出席していた数少ない入居者の一人。
栄たちと共に自動車教習所では高齢者講習を受けていたが、居眠りをしていた。
堺田俵介
演 - 毒蝮三太夫
409号室で暮らす老優。
館内放送「やすらぎアワー」担当時には毒舌調の語り口が持ち味。
原田剛（はらだ つよし）
演 - 伊吹吾郎
601号室で暮らす大部屋俳優。トレーニングジムの常連。高井・那須と共に財前たちを襲った犯人グループへの報復に乗り込むが、現場に取り替えたばかりの部分入れ歯を落とし、名倉から事情聴取を受けた際に返された。
那須十三郎（なす じゅうさぶろう）
演 - 倉田保昭
503号室で暮らす、元殺陣師。原田と同じくトレーニングジムの常連でカンフーが得意。上述にある報復の翌日、高井たちと共にマッサージを受けていた。
中井竜介（なかい りゅうすけ）
演 - 中村龍史
502号室で暮らす、コミックバンド「ファンキー・ドッグ」の元メンバー。DJとしても活躍した。「やすらぎアワー」担当時は話している言葉の同音異義語を連想させる振付をしながら喋っている（「今朝」で「袈裟」など）。「やすらぎ体操」の作詞・作曲・振付も手掛けており、時折ギターを弾き語りしてやすらぎ体操のBGM代わりとする。
現役時代は様々な病気にかかり闘病を重ねていたことから「病気のデパート」とも揶揄されていたが、何の因果か彼よりも人気があり健康でもあったはずの他のメンバーが次々と亡くなっていく中で唯一生き残り、医師からガンで余命3年の宣告を受けてからも「それから1年、また1年」と時を重ねながら生き続けている身である。
「やすらぎの郷 La Strada」への入居後も、自身の大病経験を面白おかしく織り込んだ自虐的な楽曲をインディーズで発表。郷の入居者の中にもそれなりにファンが付いている。それらは「糖尿だよ、おっかさん」「振り向けば腰痛」「痛風に吹かれながら」「透析ブルース」「いぼ痔のオヤジ」「前立腺と新幹線が豊橋の駅で恋をした」と、楽曲名だけでもナンセンスさが十分窺えるものである。
摂子の一件からしばらくして、自身が率いる「じじいバンド」のライブを郷内のサロンで開催するが、そこでは先述の「糖尿だよ、おっかさん」を歌っていた。
第20週にバルコニーで「振り向けば腰痛」の練習をしていたところ、白鳥が現れ彼から曲のアドバイスを受けていた。
第23週では、しのぶが摂子のために「ゴンドラの唄」を歌うことになり、白鳥・「じじいバンド」と共に伴奏していた。
茅野大三郎（ちの だいさぶろう）
演 - 伊藤初雄
「第一テレビ」の元美術担当者。愛称は「ちのやん」。テレビの世界に、作り物ながら本物と同じ「溶ける雪」を初めて持ち込んだ実績の持ち主で、栄とは昭和41年の『文七かんざし』を共に手がけた初仕事の仲。
妻の順子（後述）と共に郷に入居。夫婦揃って中島みゆきのファンである。
栄と再会した際、自分たちの終活について語り合い、夫婦の末路について「残される方が絶対つらいよね。だから俺はつらい方を引き受けようと思う」と述べ、それは律子の死に際した栄もかつて考えたものであったことを思い起こさせる。
「自身の最後の仕事」と称し、病棟内に順子が大好きだった『星の世界の洋子』の演出である満天の星を再現し、彼女はその下で静かに息を引き取る。
その翌日、自身も後を追うように心筋梗塞で亡くなった。
亀山〔茅野〕順子（かめやま〔ちの〕じゅんこ）
演 - 長内美那子
「第一テレビ」の元タイムキーパー。「カメコ」の愛称で皆に親しまれていた。「ちのやん」こと茅野大三郎とは職場結婚である。
栄が夫と再会した頃にはすでにガンに侵され、病室棟で寝たきりであり薬の影響から意識も朦朧状態だった。
栄が再会してしばらく後、亡くなる。
白鳥洋介（しらとり ようすけ）
演 - 上條恒彦
トランペッター兼作曲家。妻・ジュディ（後述）とニューオリンズで暮らしていたが、先立たれたことで望郷の念が募り帰国。
中井が催していたライブ当日に郷へ入居し、しのぶが退去した後の308号室の住人となる。
かつては栄とも一緒に仕事をしたことがあり、フロアで再会した際には一緒にビールを酌み交わしていた。
自身が手がけたテレビドラマの劇伴に使われた曲をCDにダビングし、栄に贈る。
中井がバルコニーで「振り向けば腰痛」の練習をしていたときには、「もう少しゆっくりと歌ったらいい」などとアドバイスをし、中井がバラード調のアレンジをして歌い直したところ、近くで聞いていた高井は「全く違う曲に聞こえる」と感心していた。
郷では度々ピアノを演奏する。
東京で営まれた摂子の本葬に出席するため、入居者がほぼ不在となった郷のサロンでは、栄・高井と共に生前の彼女のことを振り返り、その夜、浜辺で葬送曲として「海ゆかば」を演奏する。
栄から、加納の死を明かされていた。
岡林 谷江（おかばやし たにえ）
演 - 佐々木すみ江
古くから活躍している女優。87歳。マヤが「私が最初に会ったころにはお婆ちゃんだったわよ」と言っていたことから、摂子と同期（もしくは先輩）かと思われる。
芸能界でも指折りのカーマニアで、昔はフェラーリやポルシェなどの高級外車を乗り回していたが、栄たちと共に運転免許の高齢者講習に参加した際、加齢により耳が遠くなったことや、さらには教習所内での路上教習で赤信号に気づかず走行していたことから免許証を取り上げられ、憤っていた。
その翌日、濃野の撮影のため郷を訪れていたカメラマン・木暮の愛車であるハマーを無断で借用。高速道路を100キロ以上の猛スピードで逆走し、警察車両とカーチェイスを繰り広げる騒動を起こす。身柄を確保され所轄の警察署で事情を受けるが、呑気に菓子パンを食べていた。

### 「やすらぎの郷 La Strada」の職員
名倉みどり（なくら みどり）
演 - 草刈民代
「やすらぎ財団」総務理事。英吉の娘だが、本人いわく「二号さんの娘」。少し気取ったところはあり、口さがない面もあるが根は正直で無闇に人を疑う性格ではない。また、施設職員に対して入居者への表現をたしなめるなど根っからの常識人ではあるが、医師の妻という身で良い意味でも悪い意味でも世間擦れしていない。
栄に夫婦で「やすらぎの郷 La Strada」に入居する話を持ちかけてきた。律子の死に際しても弔問に足を運び、改めて栄だけでもと入居を勧めた。
栄の入居後は信頼が置け、口も堅いと見込んだ栄をなにかと頼りにしており、事件の穏便な解決や突発的な問題対応で栄に協力や助言を仰ぐことが多い。
慈善事業としての施設運営には誇りを持つ。それ故、石上をめぐる一連の詐欺事件では事態の収拾に苦慮し、しのぶが虚偽の資産申告をしていたことにショックを隠せないなど、施設運営に悩む姿を見せている。
四宮来郷の際にはそれを楽しみにして浮かれており、それなりにミーハー。
コンシェルジュの伸子が真野と密かに交際していることを知り、彼女を呼び出して事情を聞き、伸子から真野を真剣に愛していることを打ち明けられ、修平共々驚く。
郷の入居者が受講した自動車教習所での高齢者講習の翌朝、事務所のテレビで郷の来客のハマーが高速道路を逆走しているニュースをぬい子と見て、驚愕。しかも運転していたのは岡林だと知らされ、2度驚いていた。
警察に岡林を引き取りに行き、「入居者の徘徊」ということにして示談にしてもらうが、「警察からきつくしぼられた」とのこと。
第109話終盤、修平と共に父を出迎えていた。
しのぶから「姫（摂子）に会わせて欲しい」と訴えられた際には、高井の口添えもあり「1分だけ」という約束で摂子の見舞いを許可した。
摂子の訃報が瞬く間に報道され、世間へと知れ渡ったときにはマスコミへの対応に追われていた。
第120話終盤、英吉が危篤状態となり彼に請われて栄を電話で呼び出していた。
第123話で父の密葬を執り行った際、栄に「当分の間、郷の入居者には伏せていて欲しい」と伝えた。
加納の初七日に、館内放送で父の訃報を知らせていた。
名倉修平（なくら しゅうへい）
演 - 名高達男
「やすらぎ財団」理事長。過去に明北医大の院長も務めた。
落ち着いた雰囲気で人当たりは良い。普段は郷の施設医師として、入居者の健康診断を週5日で受け持っている。
妻と同様に世間擦れしておらず、人間の表裏にはやや疎い面がある。
しのぶが石上の詐欺にあった際には、大金を騙し取られたことよりもその大金自体が「（しのぶが）自分達を心の底から信頼せず、申告しないで隠し持っていたもの」であることにショックを受けていた。
第20週で高井たちがゆかりと一馬を襲った暴走族に報復した件では3人を呼び出し、厳重注意した。
第22週では摂子が末期の肺がんであることを栄に告白し、直後に栄から「苦しませないでやって下さい」と懇願される。
第114話で、再び栄を呼び出し、摂子が自身の病状に気付いていたのではないかと語り、しのぶが置いていった詩集を栄たちに見せた。
松岡伸子（まつおか のぶこ）
演 - 常盤貴子
「やすらぎの郷 La Strada」のコンシェルジュ。入居者の日々の生活全般はもとより、時には財産・遺産の相談にも乗っている。死後のトラブル回避のため入居者に終活も勧めている。
第77話にて、1年前から六郎とは熱愛関係にあったことが判明し、急遽名倉夫妻に呼び出され事情を聞かれるも、ある種達観した様子で六郎を愛していることを夫妻に告白。
幼い頃は「ブー」の愛称で呼ばれ、六郎からも呼ばれている。
第94話では父親が郷へ来ることとなり、六郎が困り果てて栄に相談していたが「あなたの問題でしょう」と彼に告げた。
第23週では、摂子の見舞いを終えたしのぶが不謹慎な発言をしたため、慌ててぬい子と2人で窘めていた。
第119話では、話し合いが決裂して郷から帰ろうとする梢・湊と一緒に近所の喫茶店へ行き、彼女が医学部で介護の勉強をしていることを知り、栄に伝えた。
第124話では昼食をとる栄の前に現れ、ここ数日名倉夫妻が郷へ出勤してこないことから「加納会長になにかあったんですか!?」と問い質し、栄が言葉を濁すと「コンシェルジュとして、やってられません!!」と不満を爆発させていた。
出身地の詳細は不明だが、第35話では他の面々が聞き慣れない言葉を発し、それが北海道の言葉と説明していることから、北海道と何らかの縁がある模様。
父は元財務官僚（後述）。35歳。
加納英吉（かのう えいきち）
演 - 織本順吉
かつて芸能界で絶対的な権勢を誇った芸能事務所「加納プロ」の創業者兼会長。芸能界のみならず政財界や裏社会にも太いパイプを持ち、現役の総理大臣を巻き込んだ疑獄事件で国会の証人喚問を受けたこともある。全盛期にはその存在感から「芸能界のドン」とも呼ばれた。
みどりの父（ただし実の親子ではなく、いわゆる婚外子である）。2001年に加納プロを解散してからは表舞台に姿を全く見せず、世間からも半ば忘れ去られていたが、みどりから栄に対して、彼が莫大な私財を投じて「やすらぎの郷 La Strada」を作ったことと、百歳近い高齢であるがまだ存命であることが明かされる。ただ、往事を知る人物たちからは芸能界に寄生する「芸能ヤクザ」とみられていた節もあり、どういう意図でこのような慈善事業に乗り出したのかと訝しまれており、またそれが施設の存在を「都市伝説」たらしめている一因ともなっている。
戦時中は海軍軍令部に所属し、若手参謀の一人であった。その時担当していた仕事に、当時人気の役者・歌手・浪曲師らを満州などの前線へ慰問に送り込む「前線慰問隊」の運営もあり、そこでデビューしたばかりの摂子と出会い一目で心を奪われた。しかし、慰問隊に摂子を参加させたことが、後に深い心の傷を負わせることになる。
戦後はその職歴から一時公職追放に遭い、摂子の運転手となって糊口を凌いでいた時期もあった。しかし、ちょうどその時に摂子が先述の「手紙」を受け取り傷ついたのを目の当たりにし、責任を感じて彼女の元を去る。
公職追放の解除後、海軍時代の人脈から政財界へのコネクションを得て、当時全国各地で誕生しつつあった民間テレビ局の開設準備にかかわる。それがきっかけとなり、芸能人のマネジメントに乗り出すこととなり「加納プロ」を設立。当時、夫を薬物中毒で失うなど窮地にあった摂子の復活に尽力しただけでなく、後には芸能界を牛耳る一大プロダクションにまで育て上げる。摂子への恋心はその後も終生引きずり、誰とも正式な結婚をしていない。
みどりと修平は栄との会話の中で英吉のことを、前者は「父」、後者は「親父」や「加納のオヤジ（またはパパ）」と呼んでいる。また、高齢ながらも存命だと聞いて驚いた栄が「まだご健在ですか」と言った際に修平が「ご健在といえるかは…」と言葉を濁していたことから、全盛期と比べて心身には衰えがある模様。一方で石上の詐欺事件で明るみに出たしのぶの隠し資産については、当惑するみどりをよそに「人はすべからくそういうものだ」と一笑に付した。
第109話終盤、夜遅くに執事と共に郷を訪れ、郷にある入り江で摂子の車いすを押していた。
第120話で危篤状態に陥り、みどりに郷へ電話させ栄を自邸へと呼び出す。第122話で、ついに栄と対面。自身が「加納プロ」社長時代に起こった、所属していた女優（後述）の独立時、自身は何ら関わっていなかったにもかかわらず当時のテレビ局が「忖度」する形で、彼女を「干した」ことに心を痛めていたことを、栄に打ち明けた。それと同時に、テレビ創成期に活躍していた日本プロレス界の父・力道山やミスタープロ野球・長嶋茂雄と「世界の王」こと王貞治の活躍や、双子姉妹デュオ・ザ・ピーナッツや俳優・石原裕次郎などの活躍を振り返っていた。
自身が死んだら、「海に沈めてくれ」と水葬にして欲しいと言い残し、息を引き取った。享年99歳。
倉本によれば人物設定は「児玉誉士夫さんのようなイメージ」とのこと。
財前ゆかり（ざいぜん ゆかり）
演 - 松岡茉優
「やすらぎの郷 La Strada」内にあるバー「カサブランカ」に勤務するバーテンダー。平成8年（1996年）生まれ。郷へは自転車で通勤している。バーの常連客からの愛称は「ハッピー（ちゃん）」。家族は漁師の父と、「やすらぎの郷 La Strada」からそう遠くない山中で食用鯉の養殖と小料理屋「山家」を営む祖父がいる。
老優たちがカウンターで「密談」を重ねる際は、席を立つ気遣いを見せる。かつてそろばん教室に通っていたらしく、暗算が得意。
祖父から郷の住人たちへの差し入れとして送られた鯉を持ち込む際に「刺身にして食べさせる」「（「山家」には）井深凉子さんもよく来てくれる」と、何気なく大納言とマロに話したが、そのことで彼らが「濃野佐志美」の正体に気づくきっかけを作ることになる。
第96話で、栄と正臣が六郎の一件で盛り上がり閉店時間を大幅に過ぎるまで呑んでいたため、彼らに告げると一気飲みして帰ろうとしたため、窘(たしな)めていた。郷からの帰宅途中、路上で若者グループが急病人を介抱している様子を見て声をかけたが、グループのメンバー2名からいきなり襲われ、拉致されて性的暴行を受ける。
しばらく、郷を「風邪をひいた」ということにして欠勤していたが、第100話で復帰。吹っ切れた様子であったため、栄たちを安堵させていた。
冴子とマヤが摂子への弔辞を読む件で大ゲンカとなったときには、「やめて下さい!!みんな、年を取っておかしくなっています!誰のための葬儀なんですか!?」と激怒していた。
栄の孫娘・梢とその彼氏が「カサブランカ」を訪れた時にも、栄との一部始終を戦々恐々と見ていた。話し合いが決裂し、2人が帰る際に支払いを忘れていたため、請求していた。
加納の訃報を知ったその晩、「カサブランカ」で栄から一部始終を神妙な表情で聞いていた。
三枝奈々
演 - 東松史子
伸子の部下。肩書は「アシスタント・コンシェルジュ」。
ゆかりが休んでいた間は「カサブランカ」でぬい子と共にバーテンダーの代役を務めていたが、リキュール類の種類が分からず、慣れないため手際が悪かった。
風間ぬい子
演 - 広山詞葉
みどりの秘書。なお、奈々とぬい子はかつてみどりや伸子と共に、太平洋航空が業務縮小に伴い人員整理をするまでキャビンアテンダントとして勤務していた同僚同士。
洋介の入居当日、栄と呑んでいた彼に自身の父親が白鳥さんのファンだと伝えた。
上述にもある通り、奈々と共にゆかり不在の間はバーテンダーを務めていた。
「カサブランカ」にいた栄に、「みどりさんから電話です」と事務室へと呼び出した。
宮下一馬
演 - 平野勇樹
総務担当職員。その容姿や気安さもあって入所者からは「カズマ」と慕われ、特に冴子やマヤのお気に入りで運転手替わりにされている。
元は小田原で暴走族をし犯罪行為にも手を染めたが、現在は更生して真面目で熱心に働いている。もっとも、冴子とマヤを盗撮したパパラッチを見つけた際には、かつての悪行ぶりを彷彿とさせる手荒な手段を使って撃退した。
秀次の失踪騒ぎの際の共犯者。彼が秀次の頼みを受けて車椅子で、「口が堅くて信頼できる」という考えで栄のコテージに無理矢理運び込んだ。栄とは暗号を決めて秀次の介護や食糧調達に協力するも、不審な行動が正や秀夫にバレそうになるや、保身のために「菊村先生に頼まれたんです」との虚偽の自白をもって栄に責任転嫁した。しかも、六郎が胴元となって主催していた、事件の真犯人を当てる賭けには唯一人大穴狙いで栄に賭けるちゃっかりさを見せる。
第96話では、帰宅途中に不審車を目撃し近くにゆかりの自転車が草叢に放置されているのを見つけ、彼女を捜すが、ゆかりが性的暴行の被害を受けたことを知ってショックを受ける。さらに犯人グループの一人がかつての同級生であることを知り、彼が働く解体工場へと赴いて咎めるが逆に返り討ちに遭う。事件後は「風邪」ということにして、自宅で療養していたが高井たちが現れ、彼の所属する暴走族のたまり場を教える。
摂子が亡くなったときには、1人で号泣していた。
中里正
演 - 加藤久雅
保安部主任。認知症の入居者が徘徊して行方が分からなくなったような場合には、部下を引き連れて捜索する立場の存在。作中では執行猶予中の身。
秀次の一件では一馬が怪しいと睨み、夜の栄のコテージから合鍵を使って出てきたところを秀夫と共に押さえた。
ゆかりの一件を知り、進藤たちと共に犯人グループへの報復準備をしていたが、高井らから「あなた達がいなくなったら、誰が年寄りの面倒をみるんですか!?」と諭され、後援に回った。
実は摂子が倒れた前後頃から、路子と密かに交際していることが判明。
摂子が亡くなったときには涙は見せなかったがショックな様子だった。
第120話冒頭で、栄のコテージを訪ね「路子さんと交際している」と告白。さらに結婚を考えているが、自身が執行猶予中の身であることを考慮し悩んでいた。その過程で彼女がウエディングドレスを自分で生地から縫っていることを明かしていた。
進藤秀夫
演 - 山下澄人
施設主任。運営に必要不可欠な発電用のソーラーパネルといったインフラ設備の保守点検を担当。
秀次の一件では正と共に一馬の言い逃れのできない現場を押さえて問い詰めた。
橋本忠吉
演 - 納谷真大
食堂主任。
秀次の入居が決まった件では、話に夢中になるあまり仕事の手がおろそかになっていた平助と豊を叱責するが、直後には火にかけたフライパンを手で揺すりながら、後述する“ケツササイズ”の動作である尻を振るという、「仕事とケツササイズを両立させるベテランの技」を披露した。
白鳥が入居した夜に催されていた「じじいバンド」のライブに見とれていた平助と豊を厨房へ連れ戻していた。
野村伊三郎
演 - 芳野史明
介護主任。
菅野平助
演 - 西岡ゆん
食堂担当職員。
同僚の豊とは仲が良い。仔羆の「コロちゃん」が出没した件で、食材に使うはずだった茸を慌ててコロちゃんに与え、豊と共に後ずさりしながらその場から逃げ出した。
村松豊
演 - 福崎峻介
食堂担当職員。秀次が主演した映画を見て、彼の臀部全面に彫り込まれた刺青に憧れ、過去にはスポーツジムでお尻の筋肉を引き締めるためにエクササイズならぬ“ケツササイズ”に熱中していた。
冲正之
演 - 熊澤洋幸
保安部職員。
千倉和夫
演 - 森谷勇太
保安部職員。
竜村剛
演 - 橋爪遼
若手の介護士。
荒木実
演 - 関健介
若手の介護士。
正岡治
演 - 池田絢亮
若手の施設担当職員。
田辺三郎
演 - 湯川尚樹
若手の施設担当職員。

### ゲスト

#### 第1週
中山保久（なかやま やすひさ）
演 - 近藤正臣
テレビ局「Aテレ」勤務を経て、定年退職後もフリーのテレビディレクターとして活動している。栄にとっては、かつて共にテレビの黄金期を築いた”戦友”的存在でもある。高齢の身ではあるが、仕事を頼まれると断れない性分で、今なお現役。
栄から「やすらぎの郷 La Strada」への入居の経緯を聞かされ、自分もテレビ業界には少なからず貢献したという自負も手伝って「じゃあ、俺にももうすぐ誘いがあるな」と期待するが、その直後に「テレビ局に勤務して給料を得ていたものは対象外」であることも知り、少し凹んでいた。
小春の自殺時には、引き取り手のいない彼女の遺体を、栄と、彼女の遠縁である村井の三人で引き取り荼毘に付した。
第26週で、栄が東北へ旅立つ前夜。彼と「侘助」で一杯やっていた。店に松葉杖をついて現れ、「撮影中にぎっくり腰を起こし、脊柱管狭窄症を患っていた」ため、摂子の葬儀に参加できなかったことを明かす。摂子の訃報を語り合った際、自身の見舞いに来た若手俳優と女優が摂子の存在を知らなかったことを栄に話し、「時代に取り残された」と大きなため息をついていた。
大道洋子（おおみち ようこ）
演 - 大原麗子
栄と中山の会話で登場。かつては加納プロの看板的存在の人気女優だったが、ある時期からその姿をテレビで見かけなくなり、数年経って自宅アパートで不慮の死を遂げる。栄や冴子、マヤらとは生前に親交もあった。
第25週にも、川添による回想の形で登場する。彼の話によれば、彼女が加納プロから別の芸能事務所に移籍した際、英吉は一切口出しをせず、移籍を妨害する意図すらなかったにもかかわらず、当時のテレビ局や芸能事務所が英吉の意向を過度に忖度した結果として彼女に仕事を与えず、困窮の結果精神を病み、後の孤独死に繋がったという真相が明かされた。
モチーフにしたのは大原麗子で、第125話では番組オープニングで「故 大原麗子」のクレジット表記がされ、彼女がかつて出演していたサントリーウイスキーのCMにおける名台詞「少し愛して 長ーく愛して」とともに生前の写真が写されていた。
侘助（わびすけ）
演 - 小松政夫
栄の小学校時代の同級生で、居酒屋「侘助」を営む。年老いても料理の腕は確かだが、時折お客からの注文をすっぽかすなどやや物忘れが激しい。
第26週にも登場していた。
おかみ
演 - 福井裕子
「侘助」のおかみ。
玉子（たまこ）
演 - 野村麻純
侘助の孫で、「侘助」の従業員。第26週にも登場し、その時には第4子を妊娠している。
菊村梢（きくむら こずえ）
演 - 山本舞香
一郎と加奈子の娘で、栄と律子の孫。律子亡き後の菊村家においては最も祖父の栄を大切に思う人物で、仕事や用事で手の離せない両親が夕食を作れない代わりに出前を頼んだのを「断って、私が作る」と言い張るという、祖父に似た頑固な気性の持ち主。
第24週にも登場。単身で郷を突然訪れ、両親と別居して52歳で妻子持ち・離婚調停中の「彼氏」と同棲中であることを伝え、栄に紹介しようとする。この時点での年齢は20歳である。
相手の妻へ支払う慰謝料が足りず、栄の財産を生前分与で「1500万円」欲しいと告げるも話し合いは決裂し、彼氏と共に帰って行った。その後すぐ、伸子に呼び止められ一緒に郷の近所にある喫茶店でお茶をしたとのこと。その席で、大学の医学部を受験・合格し現在は介護の勉強をしていることが明らかになる。実は律子が生前、ヘルパーから虐待に近い扱いを受けていた現場を目撃しており、そのことがきっかけだったと伸子に話していた。
それから数日後、栄に謝罪の手紙を送っていた。
菊村加奈子（きくむら かなこ）
演 - 森上千絵
一郎の妻で、菊村家の嫁。栄が家を引き払う最後の夜を前に、会合があるとの理由で家を離れた。栄によると、律子が認知症になっていた頃は夫と同じく自らも仕事をしていたことから、彼女の介護には非協力的であった。
菊村一郎（きくむら いちろう）
演 - 水津聡
栄と律子の息子。栄が「やすらぎの郷 La Strada」に入居するのに伴い、自分達菊村家の面々が長年暮らしてきた東京の家を譲られるが、栄が家を引き払う最後の夜を前に、仕事があるとの理由で家を離れた。栄によると、律子が認知症になっていた頃は自らも仕事があったことからあまり協力することはできなかったものの、それでも妻に比べれば協力的であったとのこと。しかし、5月の連休時に家族を連れて郷の栄の元にやって来ることはなかった。
旧家の売却後は目黒のマンションに引っ越したが、現在は妻と共に「海外にいる」とのこと（梢との会話で）。
本編内で直接姿を見せるのは当該週のみであるが、本編外ではオープニング映像内で幼い頃の彼を乗せた乳母車を押す、在りし日の栄と律子の姿が描かれている。
住職
演 - 坂本長利
栄が郷に入居する直前、遺言書を託す。
隣人
演 - 清野佳津美
菊村家の隣家に住む女性。栄が加奈子から譲ってほしいと頼まれた律子の遺品の着物を、「他に世話になった人はいる。その方々に渡す」と譲るのを断った後、その中の一着を律子に捧げるかのごとく庭で燃やした際、「何か燃やしているんですか。庭でたき火をするのは禁止ですよ」と塀越しに尋ねる。しかし栄は律子を思ってか黙ったまま何も答えず、その場にいた梢も何も言えなかった。
大村柳次郎（おおむら りゅうじろう）
かつて時代劇を中心に映画やドラマで活躍した男優。過去に映画で共演したことのある秀次や大納言などの俳優陣にとっては大先輩に当たり、彼らは尊敬の念を込めて「大村の御大」と呼んでいる。認知症の妻と共に「やすらぎの郷 La Strada」のヴィラB号室に入居していたが、栄が入居する数日前に102歳で亡くなり、入居したその日に葬儀が営まれた。栄はこの葬儀を終えて戻ってきた冴子たちと、何年ぶりかで顔を会わせることとなった。
名倉夫妻によると生前の彼は足が不自由ながらも認知症の妻に付き添っていたというが、摂子によると自身が認知症になっていた頃は、彼女を昔の交際相手と勘違いして、尻を触ったという。
出身は茨城県で、同郷の横山大観と父親が縁があったのがきっかけで自身も縁があり、彼からもらったという絵について生前に摂子に語っていた。死後、遺族の柳次がそれを形見分けとして摂子に譲るが、栄がそれを莫大な価値がある名作の下絵ではないか、その場合はたとえ下絵であっても数千万円の価値があると評したことで冴子やマヤまで巻き込んだ騒動となる。結局その絵は摂子と柳次のどちらも受け取らず、栄の提案で「やすらぎ財団」を通して詳細な鑑定をしてもらった後に、真偽に関係なく柳次郎ゆかりの品として施設内に展示するという運びとなった。
六郎によると、かつて映画界で活躍していた頃は主人公の正義役を演じていたことから「自分は芝居の中では決して死なない」という信念を抱き、映画の衰退によってテレビに活躍の場を移してから、そこで殺される役を任された時はどんなに演技の中で斬られても中々死なず、ようやくシナリオを受け入れて倒れてから監督がカットの合図を出した際には付き人がすぐさま駆け寄って涙を流したという、頑固なまでのこだわりを持った人物だったとのこと。
彼の死後、利用していた部屋は孫の柳次によって遺品が整理されてから、新たに入居する秀次が暮らす場所となった。その後、失踪騒ぎを終えて戻ってきた秀次が、天井の一部に不自然な形状があることに気付いたのがきっかけで、屋根裏に隠されていた柳次郎直筆の遺書と、遺品の日本刀が発見された。日本刀については正臣の鑑定により妖刀の異名を持つ「村正」で、かつて主演作のリハーサル時にこれを手にした柳次郎が相手役の大部屋俳優を誤って斬った際、周囲が柳次郎を守るために事実は隠蔽したものの、斬られた俳優は最終的に死亡していたといういわく付きの一品であるとされた。またこれにより（遺族から相続手続きの一切を委任されていた）財団の代表者である名倉夫妻も手続のやり直しを余儀なくされることとなった。
柳次郎の妻
夫と共に「やすらぎの郷 La Strada」に入居した女性で、柳次の祖母。高齢で認知症の身で、認知症が悪化してからは病室棟に入っているが、夫亡き後も未だ存命である。屋根裏から見つかった夫の遺書によると、夫が自分とは別の女性との間に作っていた2人の隠し子については承知していたとのこと。

#### 第2週
千坂浩二（ちさか こうじ）
戦前に活躍した映画監督。自らが手がけた作品に出演した摂子とは私生活でも恋愛関係になるが、戦時中に徴兵され、出征先のアッツ島で所属部隊が玉砕、自らも戦死した。
その後、摂子は女優業を続けるものの、彼以外の人物がメガホンを取る映画には全く出演しなかったことから、世間の男性諸氏から「姫の永遠の恋人」として認識されるようになった。
摂子が栄に語ったところによると、摂子の母が営んでいた旅館にやって来たのが出会いであり、当時17歳の摂子を映画館に連れて行ったという。また、当時の彼自身は既婚者であったが、摂子はそれを知った上で恋心を抱いた彼と男女の仲になり、それについて栄に「私、意外と悪い子ですのよ」と語っている。
第18週にも摂子の回想で、登場している。ただでさえ妻子のある身で、ましてや男女が一緒に道を歩くのが「非国民」と罵られる戦時下の中で、摂子とまともに会話をするのもままならなかったが、それでもすれ違った際に小声で「さよなら」と別れの言葉をかけることができた。また、当時の軍部の命令により戦意高揚のための映画を撮影する仕事を手がけていたが、そのため立木からは「当時の映画界や芸能界の人々は、戦争協力をしており、戦後にGHQによってパージされました」と言われている。
第22週でも回想で登場。

#### 第3週
大村柳次（おおむら りゅうじ）
演 - 久保隆徳
柳次郎の孫で、遺族を代表して彼が晩年を過ごした「やすらぎの郷 La Strada」に遺品整理のためやって来た。茨城県出身。「じっちゃん」と呼んでいた祖父とは異なり、芸能界には入らず大豆農家を営み、地元の名産品である納豆を生産している。また、ネギやメロンも栽培している。頑固な性格は祖父譲りで、形見分けとして摂子に譲った絵に莫大な価値がある可能性があると知らされても「一度譲ったものは受け取れない」と言い張り、「こんな高価なものは受け取れない」と主張する摂子と譲り合いのまま平行線になるという事態になったが、最後には栄による先述の解決策を受け入れ、帰宅の途についた。
上記のやりとりの中で、彼が生産する納豆を摂子が購入することになったが、彼女が病室棟へ移った前後に、大量の納豆を郷に送って来た。

#### 第4週
安西直美（あんざい なおみ）
演 - 清野菜名（二役）
かつて栄と律子の夫婦の間に入り込み、三角関係となった若い女優。ただし三角関係といっても、実際には栄と恋愛関係や肉体関係を結んだのではなく、若くて人生経験が乏しい彼女が恋愛に対する免疫力もなかったことから、既婚者の栄の事情を考慮せずに一方的に慕っていたのが真相。しかし、当の栄は律子とは異なる若さや個性を持った彼女に夢中になり、彼女からプレゼントを贈られたり、デートの様なことはしたものの、律子を捨てて夫婦になろうという決断まではできずにいた。しかし、栄が律子を心配させたくないあまり、彼女とのことを隠そうとし、上手く隠したつもりだが実際には気づいていた律子がそれでも栄の想いを尊重するあまり、気付いてないふりをしようとして、結果的にお互いに過剰な気遣いをしたのが、逆にこの夫婦を先述の律子の自殺未遂という泥沼へと誘い、最終的に栄は「妻を捨てることはできません。あなたを今でも愛しています」との旨を記した別れの手紙を出して、別離の道を選んだ。
その後は、律子の一件からおよそ1年後にアメリカへと渡り、5年後には一般人と結婚。この時、栄の元へ結婚式への招待状を送るが、栄が出席することはなかった。それから時を経て、孫娘の榊原アザミ（後述）と絆を育んでいたが、2011年3月11日の東日本大震災でアザミと共に被災し、孫を残して亡くなった。
栄の母
栄の母親で、律子にとっては姑。現在は故人。かつて栄が手がけたテレビドラマ『さよなら』が大ヒットし、そのドラマの中で姑が嫁に発した言葉がその年の流行語にまでなって栄は得意になっていたが、彼女自身はその言葉を栄が「私が律子さんにそんな言葉を言っていると思っていて、そこから発想した」と思い込んでおり、栄とこの件について会話をするまでの2年間苦悩していた。この苦い経験から栄は物書きとしての責任を痛感し、「自分が書いた作品がたとえ100万人を感動させたとしても、1人を傷つけてはいけない」と悟った。なお、栄によると先の会話の時点で既に精神を病んでいたとのこと。
後に第28話で、栄が入居時に持ち込んだ私物の中に、彼女の遺影と思しき写真が、彼女の夫にして栄の父の遺影と思しき写真と共に登場した。

#### 第5週
宮本かげろう（みやもと かげろう）
お笑い芸人で俳優としても活動している。42歳。なお、宮本かげろうの名は芸名で、本名は宮本敏幸。冴子の誕生日パーティーへの出席を断った中の1人で、呪いの対象を絞り込んだ30人の中にいたが、折しも彼を「ナスの呪い揚げ」に処しているのと同時刻に、飲みに行った友人と店を出た帰りの途中で急死した。
笹野健介（ささの けんすけ）
演劇評論家。かつて律子が舞台劇『もういいよ…まぁだだよ…』の最中に台詞を忘れて舞台を中断させた件で、作品自体は褒めたが老いた彼女の出演がミスキャストであると新聞紙上で酷評し、律子が女優業を引退する一因を作った。その後、「ナスの呪い揚げ」を終えた後で摂子らが持ち寄った昔の写真の中に、若かりし日の律子の映ったものがあったのがきっかけで、昔の律子に思いを巡らせていた栄はこの件に対する怒りを覚え、自らが彼を呪い揚げに処す様子を妄想した。

#### 第7週
溝口（みぞぐち）
演 - 布施博
秀次の失踪騒ぎの時に事情を聞きに訪れた、地元警察署の署長。当該週以降も「やすらぎの郷 La Strada」で警察沙汰になるような事件が起こると訪れる。普段は柔らかい物腰だが犯罪者に対しては遠慮がなく、石上の詐欺事件に関するみどりとの会話の中では彼を「石上の野郎」呼ばわりしている。
第20週に発生した、財前の一件で報復に行った高井たちの件でも捜査に携わり、現場に落ちていた部分入れ歯を発見。郷の入居者による犯行であることを突き止め、入れ歯も返しに訪れたが、犯行に至る事情をすべて飲み込んだ上で彼らの罪状を追及することはなかった。

#### 第8週
柳矢（りゅうや）
屋根裏で見つかった柳次郎の遺書に記されていた、彼の一人目の隠し子。昭和14年（1939年）生まれ。柳次郎は遺書の中で彼に「横山大観のスケッチ」を譲ると記しており、そのスケッチこそかつて柳次が摂子に形見分けとして譲ろうとして騒動となった一品であった。肝心の品は、遺書発見の時点において鑑定作業に当たっていた学者と鑑定士の意見が対立して真贋の結論が出ていなかったが、後に大観の作品を多数所蔵する美術館の鑑定により贋作と判定された。その一方で、柳蔵に譲ると遺言書に記されていた日本刀については、年長で経験豊富な自分が上手く主導権を握ってヤフオクに出品。420万円の値が付き、売却金を2人で山分けした。
柳蔵（りゅうぞう）
屋根裏で見つかった柳次郎の遺書に記されていた、彼の二人目の隠し子。平成4年（1992年）生まれ。生年から換算して柳次郎が70代半ばで作ったという計算になり、医者でもある修平は「本当ならギネスブックものだ」と驚いた。柳次郎は遺書の中で、屋根裏に隠されていた日本刀を譲ると記している。それは後に本物の村正と判明したが、柳矢に丸め込まれて売却金の半分しか手に入らなかった。
六郎の娘
六郎が愛人との間に作った娘。六郎は自らの遺産を全て彼女に譲る意向で、既にそれを明記した遺書も作成しているが、彼女自身を認知してはいないので、「遺産を譲られると遺書に書かれただけの、認知されていない婚外子」という、遺産相続の法規上いささかややこしい立場にある。第24週第119話で登場した倉林リカコと同一人物かは不明。

#### 第9週
石上五郎（いしがみ ごろう）
演 - 津川雅彦
元「Bテレビ（略称：Bテレ）」の敏腕プロデューサーで、あだ名は「デメ金の石上」。テレビ黄金期に数々の人気番組を手掛けた後にハワイへと渡り、現地でも成功を収め、ハリウッドともコネを持つ。ハワイ暮らしが長いせいか「ミーは（＝私は）」など、会話が時折英語混じりになる。
視聴率低迷にあえぐBテレの社長・今田からコンサルタントとして招聘され、起死回生の策として高齢者をターゲットにした新企画を提案。小春を伴って「やすらぎの郷 La Strada」を訪れる。往年の人気番組であった、及川しのぶが司会進行を務めたバラエティ番組「しのぶの庭」を40年ぶりに復活させるにあたり、彼女の健康状態などを見極めるためだ、と栄には吹聴していたが、後にそれらは全て作り話であったことが明らかになる。本当の目的はしのぶの隠し資産で、その管理をしていた貝田をテレビ局の一室に誘い出し、「しのぶの庭」復活の名目で、関係者であるかのように装った仲間と共に言葉巧みに金を出させてから、頃合いを見て彼1人だけをその場に残して全員が金を手に去るという「籠脱け詐欺」を行った。
溝口によると、事件直後に国外へ逃亡した可能性が高いとのこと。また、詐欺的行為に及んだことは今回が初めてではなく、Bテレ在籍時にも悪徳プロデューサーとして名を馳せており、活躍の裏ではあくどい横領事件も起こしていたという。
今田（いまだ）
Bテレの社長。冴子によると、かつて石上と組んでBテレを数々の番組企画で輝かせていたが、ここ最近ではBテレの業績悪化に悩んでいるとのこと。そのため誰もが石上の話を「Bテレの再起を賭けた企画」として信じていたが、当の石上の動きに疑問を抱いたみどりからの電話に対し、「石上とはコンサルタント契約など全く結んでいないし、そもそもここ10年以上会ったことすらない」と、彼の話を全面否定する。
犬山小春（いぬやま こはる）
演 - 冨士眞奈美
第10週、第11週にも登場する。
かつて人気を博した演技力抜群の女優で、栄も一時期彼女を自分が手がけた作品に積極的に起用していたが、撮影現場で監督そっちのけで、自分に同調した面々と一緒になって共演者たちに「演技指導」を行うような、自由奔放な言動が災いして日本のテレビ界から事実上追放され、渡米。ハリウッドで女優としての再出発を目指すも、実力の違いを見せつけられて断念。その後はニューヨークに居を移し、アルバイトなどをしながら下積み修行に明け暮れるが成功には至らず、渡米していた石上のもとに身を寄せる。しのぶとは歌劇団時代の同級生。
「やすらぎの郷 La Strada」への入居を希望しているが、財団側の審査により入居不可という判断を下されている。
その後貝田に諭され会いに来たしのぶと和解、歓迎パーティーを開かれ歓迎されるが、彼女に蟠りを持つ俳優たち（冴子やマヤも含む）が出席せず、ごく小規模なものとなった。それでもニューヨークで出会った一人の紳士（フランク。後述）の話をし、栄を含む出席者の喝采を浴びた。
ところがその後石上の貝田としのぶに対しての詐欺行為が発覚。警察からは石上との縁から共犯を疑われ、さらに宿泊先のゲストハウスに姿がなかったことから職員も捜索に出る。その過程ですでにしのぶへの石上の詐欺の噂が広がっていた「やすらぎの郷 La Strada」の入居者の間では過去の問題のある言動もあって「石上と一緒になってしのぶに詐欺を働いた」とされるが、実際には自分の「しわのある」顔を絶賛した秀次のモデルになったうえ、彼のヴィラに一晩泊っていただけだった。やがて発見されるや警察の任意同行に困惑のまま応じ、自分は無実であるとの事情を説明してから郷内に戻ったのち、しのぶを心配して彼女の元に向かうがそこで「詐欺行為をした共犯者」と決めつける彼女から罵倒された挙句「皆に謝れ！」と要求され、それを呑んだうえで栄やマロ、冴子やマヤのいるフロントで土下座して謝罪。その場に現れた秀次と栄と共に海岸へ行き、二人に慰められる。そしてその日のうちに、ほとんどの入居者から無視され石持て追われるような状況のなか、最後まで付き添った栄、さらに門で待ち受けていた摂子、彼女の叱責を受けて改心した冴子の二人にも送られ、涙を見せながら郷を去っていった。それから程なくしてしのぶを含む郷の入居者たちは、小春もまた頼った石上に騙され、預けていた財産を奪われた「被害者」であるとの情報が伝わるにつれて、彼女への考えを改める。
その後、事件の影響でしのぶの認知症が悪化。「しのぶの庭」を再現する中でメインゲストの「美空ひばり」とは別に海外から駆けつけたゲストとして小春を紹介しており、しのぶの本心を垣間見せることになった。
その翌日、ビルの屋上から投身自殺を図る。享年79歳。彼女が日本を離れてからの30年の年月は、「かつて犬山小春という女優が存在した」という事実を忘却の彼方へと追いやっており、大手新聞各紙は社会面の片隅で単に「老女の自殺」と報じたのみで、スポーツ新聞の芸能欄に至っては全く取り上げられなかった。直後に凉子は自分の知り合いの記者に電話をかけてちゃんとした記事にしてもらおうと思いつくも、その記者がすでに退職しているのを思い出し、マスコミにも当時を知る者がいない現実にため息をついた。その死は「やすらぎの郷 La Strada」内の入居者に大きな衝撃をもたらした。
その後遺体は栄と遠縁である村井に引き取られ、中山の手助けのもと、火葬場で荼毘に付された。

#### 第10週
フランク
犬山小春の話に登場する、ニューヨークで彼女が知り合った老紳士。元は平凡なセールスマンで、演技の世界とは無縁の人物だったが、ある日『セールスマンの死』を見たのがきっかけとなって演技の道に進む。だがそれは60歳になってから演劇学校に通うという、あまりにも遅咲きな夢への挑戦であったが、70歳を越えたある日に端役ながらも、リハーサルではない本番の舞台の上で演技をする好機を得られたという。

#### 第11週
村井（むらい）
演 - 坪井優樹
小春の遠縁とされる22歳の青年。ただしその関係は「小春の亡くなった弟の娘の別れた夫の息子」という事実上の無縁に等しいもので、小春とももちろん面識がなく、いきなり彼女の訃報を聞かされて戸惑う。栄と中山の協力の下、二人と共に小春を火葬場で弔う。

#### 第12週
四宮 道弘（しのみや みちひろ）
演 - 向井理
「シノ」の愛称で人気の若手俳優。九州の田川出身。長身でイケメン、演技力もあり老若男女問わずファンが多い。若松いわく「無口なタイプ」。
実は、祖父や父と共に一家三代で秀次の大ファンで、彼と栄が親しいとするや「菊村先生に同行してもいいでしょうか？」と尋ね、承諾された末に直接対面を果たすと態度を一変させ、興奮気味に饒舌となり一方的に言葉を発し続けた。だが、秀次からは「男は、人生で二言も喋れば十分」と軽くあしらわれた。
なお、「やすらぎの郷」の女性入居者には目もくれず秀次だけを追っかけていたため、マヤたちを怒らせたが、そもそも四宮本人はマヤに加えて冴子のことも良く知らなかった様子。ただし摂子のことは写真で見たことがあり、なおかつ彼女については人柄を気に入っているとの旨の発言をしている。
第23週でも登場し、摂子の葬儀に出席。お昼のワイドショーではマスコミからの取材を受けてコメントしていた。

#### 第13週
若松（わかまつ）
演 - 天宮良
「国営テレビ」のプロデューサー。四宮を連れて、摂子に戦時中の話を聞く目的で「やすらぎの郷 La Strada」を訪問する。
三浦 春樹（みうら はるき）
脚本家。国営テレビが濃野の「散れない桜」を下敷きにしたドラマを制作する際の脚本を担当した。しかしその内容は、原作とは全くかけ離れた陳腐なメロドラマに堕したもので、栄と涼子、そして名倉夫妻をも決定的に落胆させた。

#### 第14週
貫井秀平（ぬくい しゅうへい）
演 - 小野了
「やすらぎの郷 La Strada」に勤務する医師。栄のファンであり、非番にもかかわらず、彼の頼みを受けてAEDの使用方法について説明を行うが、そこに凉子が呼吸困難を起こしたとの急報が入り、彼女の元へと向かう。
その後、栄の元に戻って来るが、先の件について問いかけた栄に「ただのしゃっくり」だったと答えた。
好きな酒はウイスキーの「タッカラン」。
韮川秀樹（にらかわ ひでき）
著名な演出家。
涼子が執筆した、「流されて」をテレビドラマ化することになりその演出を手がける。
冴子に出演オファーするが、すっぴんの顔は誰にも見せない主義という彼女に対し、「すっぴんで演じて欲しい」と要望したところ、激怒した彼女から水をぶっかけられて断られた。

#### 第15週
柿原一平（かきはら いっぺい）
演 - 村田雄浩
ちのやんこと茅野の元弟子で、現在は舞台美術の大御所として活躍している。愛称・「あにやん」。かつて世話になった茅野夫妻への恩返しとばかりに、他の兄弟弟子と共に抱えた仕事を中座してまで駆けつけて先述の『星の世界の洋子』に因んだ大仕掛けを施した。
栄とも面識があり、彼に茅野が作った先述の「溶ける雪」について「昔、どうやって作っているんですかと尋ねたら、自分で考えろと言われてこんちくしょうと思ったけど、今考えるとそれが良かった」と思い出を語り、その上で現在のコンピューターにばかり依存した裏方仕事の実態を嘆いた。
榊原アザミ（さかきばら あざみ）
演 - 清野菜名
冴子が前述のテレビドラマオファーの過程で知り合った、脚本家志望の若い女性。栄を神の様に尊敬している。
実は、安西直美の孫娘。彼女の若い頃とあまりにも瓜二つなことから、冴子を驚かせた。
その後、翌第16週にて、栄とメールのやり取りを行い、逢う約束をする。そして栄と対面を果たし、直美が昔女優であったことをずっと知らなかったことや、直美から栄のシナリオ集を譲られた時に初めて女優であったと知ったこと、そして直美が「東日本大震災で亡くなった」ことを、栄に伝えた。
栄に自身が書いた脚本『手を離したのは私』を託すが、その中で若き日の直美に送った別れの手紙に関する記述があったことから、栄から「本当は自分と直美の過去を全て知った上で、何かしらの思惑を抱えて近づいてきたのでは？」と疑念を抱かれた。後に栄は自身と直美との過去について、メールで打ち明けようとしたが、結局は送信することなくメールを削除した。
摂子が病室棟へ移った前後頃、栄に手紙を送ってきた。その中で、自身が書いた脚本の第2稿を読んで欲しいと綴っていた。
第22週第110話での栄の夢にも登場、夢の中でのキスシーンもあった。
摂子が亡くなって10日が経った頃に、第3稿を栄に送っていた。
加納が亡くなった前後頃、栄が東北へ旅に出ることを知り「同行させて下さい」とメールを送ってきた。
現地で栄と合流し旅館へ着いた際、直美に瓜二つなことから、冴子の時と同じく旅館の主人（後述）を驚かせた。栄が酔った翌日、『手を離したのは私』の作者が自分でなく彼氏である羽村のものであると告白、彼と共に土下座していた。

#### 第18週
立木 公太郎（たちき こうたろう）
演 - きたろう
ノンフィクション作家。秀次が郷へ入居する以前、彼の半生を記したドキュメンタリー小説『高井秀次の残像』も上梓している。
摂子が戦時中に出演した映画の事などを執拗に聞き、彼女を深く傷つけ秀次から制止されていた。だが、そこに悪意はなく、戦時中に何があったのかを知りたいという作家としての純粋な探究心によるものであり、それは摂子もわかってはいたが、それでも彼女にとっての「思い出したくない過去」を克服させるには至らなかった。
秀次の父
秀次の父親で、故人。秀次と立木の会話の中で登場。九州の炭鉱夫で滅多に言葉を発さない無口な男であったが、戦時中の秀次が5歳の時に召集されて中支で戦死した。秀次によると、出征前夜に秀次に小声で「カッコつけるのも、男の道」と言ったという。

#### 第19週
白鳥ジュディ（しらとり ジュディ）
洋介の妻。栄と洋介の会話で登場。洋介を遺して亡くなった。
松岡信三（まつおか しんぞう）
演 - 柴俊夫
伸子の父。元財務省官僚で政務次官を務めた。麻雀はプロ級の腕前で、自称「財務省の阿佐田哲也」。実は冴子のファンでもある。
第94話で郷へ現れ、六郎の経歴を調べ上げた上で、なおかつ「義理の息子よりも16歳も年下の親になろうとしている」との理由で結婚に反対していることをみどり達に伝えたところ、タイミングを見計らって理事長室へ現れた冴子とマヤから言葉巧みに麻雀に誘われ、彼女らと六郎を交えて、栄が見学する中で対戦する。その対戦は、六郎と伸子の結婚を認めてもらおうとの思惑を孕んだある種の「接待麻雀」であったが、途中からツキが落ちて勝ちから遠のくという好ましくない流れになるも、一生の中で見る機会がまずないとまで言われる純正の「九蓮宝燈」で上がる機会がやってきて、さらに六郎の打牌をロンすることでダブル役満に。大逆転の勝利となった。その後、伸子に六郎との結婚を認めた上で栄を呼び出し、先の勝利は六郎の積み込みによる「屈辱的な譲られた勝利」であると言いながら、「あれで彼なりの想いというのがわかりました。娘をお願いします」と言い残して去っていった。
栄が梢と会った前後頃、伸子に「好きにしなさい」との手紙を送ってきたとのこと。
六郎の父
回想シーンで登場。暴力団同士の抗争の末、1946年に亡くなる。

#### 第20週
まむし
一馬の高校時代の同級生で、同じ暴走族のメンバーだった。現在は解体工場で働いている。ゆかりを暴行した犯人グループの一人で、事件を知って乗り込んできた一馬を、同じ解体工場で働いている族のリーダーと2人がかりで返り討ちにした。後日、秀次たちから報復を受け、生命に別状はなかったもののリーダーと共に男性器に致命的な損傷を受けた。

#### 第21週
自動車教習所の教官
栄たちが受けに行った、運転免許の高齢者講習会で講師を務めていた。筆記試験での正臣のカンニングを注意した。
木暮（こぐれ）
有名なカメラマンで、芥川賞の受賞が噂された濃野を撮影するために、後述の助手を伴って郷を訪れた。愛車は黒のハマー。これにより郷では「濃野先生の正体が、とうとう全面解禁か？」との噂が立った。
木暮の助手
木暮に同行して郷を訪れた際、彼の愛車であるハマーを郷内の駐車場に駐車していたが、郷内のセキュリティの高さに油断して鍵をかけていなかったことから、若い頃に外車マニアだった岡林が無断で運転し、高速道路を逆走してパトカーとカーチェイスまで起こす大騒動になる。騒動が収まって車が戻ってきた後、車に傷一つ付いていなかったことにも驚いていた。
所轄の警察署の署長
先述の岡林の起こした高速道路逆走事件で、道路交通法違反で検挙された彼女に事情を聞いていたが、耳が遠いため要領を得ず、事情聴取が進まないため頭を抱えていた。

#### 第22週
川添純一郎（かわぞえ じゅんいちろう）
演 - 品川徹
加納英吉の執事で、同時に彼が唯一心を許す相手でもある。英吉が、余命幾ばくもない姫との再会のために郷を訪れた際に随行した。第109話より登場。実は夕子の祖父であることが、第123話で明らかに。
英吉とは海軍時代からの刎頸の友で、彼ともども最年少の参謀であった。ちなみに、当時の海軍組織の結束力の強さについて終戦後の東京裁判を引き合いに出し「（戦犯となり起訴された軍関係者について）陸軍からは絞首刑になる者が何人も出たが、海軍からは一人も出なかった」として「陸軍は暴力犯、海軍は知能犯」「団結力があり、同時に変わり身も早かった」と述べている。
元総理大臣・高平重信の私設秘書として、当時は「陰の総理」「カミソリ川添」と呼ばれるほどの隠然たる影響力を持っていたが、米国企業への原子力潜水艦発注にかかわる疑獄事件で英吉と共に国会の証人喚問を受けた際、どんな質問に対しても悉く「記憶にございません」との答弁を繰り返し、世間の非難を浴びる。その後高平に連座する形で逮捕され、実刑判決を受け服役。出所後は政界から身を引き、英吉の執事として彼と共に隠遁生活に入っていた。
第121話で栄を加納邸へ呼び出し、「やすらぎの郷」創設のきっかけや栄を招こうとした理由、「加納プロ」時代の思い出、テレビへの愛情など、英吉の思いを語った。
英吉の死を見届けたその晩、棺に縋り慟哭。翌日、配下の若者らに船を出させ、隠密裏に水葬を執り行った。
高平重信（たかひら しげのぶ）
栄の回想で登場。かつての総理大臣。
トチ坊（とちぼう）
栄と摂子の会話で登場。音響担当者。ロケット打ち上げの場面で発射音を流す際、誤って蝉の鳴き声を流したことがきっかけで「トチ坊」と呼ばれるようになったとのこと。

#### 第23週
タクシードライバー
演 - 中西良太
那須の個人タクシー運転手。摂子を見舞うため、医研センターを抜け出したしのぶを乗せて郷へと走行。
実は昔からのしのぶの大ファンで、乗車したのが彼女だと分かるや、持ち合わせがなかったにもかかわらず「（タクシー料金は）歌ってくれるだけで良い」と遠距離の運転を快諾。しのぶも、それに応えて道中約5時間の間ずっと歌い続けたという。ただ、それでも料金メーターが7万円近くになっていたため、みどりたちを驚かせた。
大下容子アナウンサー
演 - 大下容子（本人役）
摂子の本葬を生中継した、昼間のワイドショーでのメインMCを務める女性アナウンサー。

#### 第24週
湊 勇一（みなと ゆういち）
演 - 松井誠
梢の同棲相手で、IT企業の社長。栄の息子・一郎とはほぼ同世代の52歳。脚本中の登場人物のセリフと作品名をそらで言えるほど、栄のファン。
しかも現在「離婚調停中である」ことが明かされ、栄を驚かせ、さらに気持ちを落ち着かせようと部屋でタバコを吸い始めた栄に「吸わないで下さい。彼女、今、妊娠しているんです」などと明かし、栄の血圧がさらに上昇する原因を作る。
彼の状況を目の当たりにした、冴子とマヤに連れられて「カサブランカ」に場所を移したが、話し合いは決裂し、冴子からは「あなたたちは甘い」と諭される。帰りにはバーの支払いを忘れ、ゆかりから請求されていた。
倉林リカコ（くらばやし りかこ）
演 - 松本りき
六郎の娘で35歳。第8週で言及された娘かどうかは不明。
突然、夜中に栄を訪ね、父と伸子の結婚話について相談し、伸子が父・六郎に騙されているのではないかと危惧する。
その上で、「自分より一つでも年が上か下ならいいが、同い年（35歳）の人を、「ママ」とは呼べません!」と栄にぶちまけた。

#### 第26週
原発作業員
演 - 上川隆也
栄が、旅先の福島・小名浜の浜辺で出会った男性。娘を東日本大震災で亡くし、現在は福島第一原発での廃炉作業に従事していることや、本当はもう原発での仕事を辞めたいのだが、東京オリンピックに伴う人手不足で会社から懇願され仕方なく働き続けていること、放射線防護服のサイズに限界があるため、（防護服が入らないぐらいに）太ってしまえば否応なしに仕事ができなくなると思い毎日旺盛に食事をしているが、なぜかその思惑通りには太らないことなどを、訥々と話した。
温泉宿の主人
演 - 片岡鶴太郎
栄が常宿にしている、磐梯熱海の温泉旅館「湯の香荘」の経営者。
宿の玄関で、アザミの姿を見るなり驚愕。実は栄が数十年前に宿泊した際、アザミの祖母・直美が彼を追いかけて旅館に現れたことがあり、栄と直美の関係を知っていた。栄とはかなり懇意にしているのか、アザミが部屋へ向かうのを見届けた後で「先生の隠し子とか？」と耳打ちするなど二人の関係をおちょくっていた。
羽村俊一郎（はむら しゅんいちろう）
演 - 神木隆之介
最終回において登場。大学でシナリオを専攻している学生。アザミと同等かそれ以上に栄のファンである。アザミの先輩であり恋人。これまでアザミの作とされていた『手を離したのは私』の真の作者であり、磐梯熱海に出向きそれを隠していたことをアザミと共に土下座して詫びる。
その後栄に「これからのテレビを書く我々に一言」と懇願し、栄から「樹は根に拠って立つ、されど根は人の目に触れず」という一言を贈られた。
その日のうちに、アザミと共に東京へ帰っていった。
あんまの男性
演 - 笑福亭鶴瓶
羽村とアザミが帰った晩、栄をマッサージした男性。以前から栄と知り合いのようで、「先生、（ドラマの脚本を）もっと書いてえな」と懇願していた。

### カメオ出演
年の離れた夫婦・夫
演 ‐ 倉本聰
元舞台演出家。車イスに乗って登場する。
年の離れた夫婦・妻
演 ‐ 中島みゆき
NHK紅白歌合戦にも出場経験のある元歌手。上述の夫の車イスを押す形で登場。第64話と第70話と第102話に登場。最終回でも回想の形で登場。この際両者とも初めてクレジットされた。

## 設定・用語
老人ホーム「やすらぎの郷 La Strada」
東京から車で1時間半ほどの距離にある、西湘の静かで小さな入り江を見下ろす海岸沿いに佇む老人ホーム。外界から遮断されるが如くに存在するその施設は、テレビ業界では半ば都市伝説のように語られている。
芸能界のドンと呼ばれた加納英吉が、かつてテレビ界で活躍するも年老いて仕事もなく苦労している、あるいは金銭面での困窮こそないが孤独を託つといった状態にあるフリーの人々（栄のような脚本家や、俳優・歌手など）らに対して、その功績に報いるために作り上げた場所である。入居に際して食費や光熱費の負担は一切ない。入居は施設を運営する「やすらぎ財団」の審査を通過した者に、財団側から入居を勧誘する形をとっている。その条件は上記の通り「テレビ界で一時代を築いた芸能人や制作者」であるが、テレビ局に社員として在籍した経験のある者は審査対象そのものから除外される。その理由は「テレビが昔に比べて人々を沸かせなくなった責任は、テレビ局そのものにある。そこで働き、禄を食んだ者も同罪である」からとされている。入居に際しては「財団に対し、施設の場所やその存在を無闇に放言しない旨の誓約書を差し入れる」「入居前に所属していた事務所との契約を解消する」「入居時の資産状況を財団に申告し、その管理については、財団が紹介する大手銀行との間で信託契約を結ぶ」ことが条件となっている。栄も、古くからの縁から中山にだけ入居の経緯を話したものの「今の話は誰にも言わずに、忘れてほしい」と頼んでいる。ただし「入居=業界からの引退」ではなく、希望すれば仕事を続けることもできる。その場合は財団内に設置された「芸術委員会」を通すことになる。これは、施設の開設当初に興味本位や売名行為といった思惑から入居者の経歴に不釣合いな依頼が多々持ち込まれたことから、予め仕事の内容を委員会で確認し、問題のない依頼だけを入居者に紹介するためである。
元々ゴルフ場として作られた物件をリーマン・ショックの際に英吉が買収、2011年に現施設へと衣替えした。そのため、敷地面積は東京ドームの約30個分という広さで、施設内には食堂やスポーツジム、温泉を利用した大浴場、古い映画やテレビ番組を観賞できる映写室など様々な施設が充実しており、認知症を含めた病人に対する医療設備やスタッフも完備している。また、ゴルフ場時代の名残から、敷地内の長距離移動はカートが利用される。喫煙については特に規制されてはいないが、最低限のマナーとして副流煙を嫌う人には気を遣い共存するようにとされている。入居初日にこれらの説明を聞かされた栄は笑顔で「まさに至れり尽くせり、夢のような施設」と絶賛した。
入居者の暮らす部屋は、主要施設が集まる中央棟の中に作られたマンションタイプの個室（30室）と、敷地内に点在する一戸建てタイプのコテージ（15棟）・ヴィラ（2棟）の総計47室が設置されている。各部屋と中央棟の館内放送室との間には入居者の安否を確認するためのホットラインが設置され、入居者は毎朝6時からの館内放送「やすらぎアワー」開始時に、部屋からホットラインのボタンを押すことで身に異常がないことを知らせるシステムとなっている。施設内には風力発電や太陽光発電の設備もあり、施設内の電気のほとんどはそれら自然エネルギーで賄われる。入居者が眠りにつくのが早く、朝起きるのも早い高齢者という関係と、夜間には「カサブランカ」のような各所が営業を終わり、電力需要も減少することから電力供給量も必要最小限レベルに下げられる。このような状態でも電気に関係なく夜間の照明を確保する必要から、施設内の各所にアルコールランプが置かれており、懐中電灯も用意されている。もっとも、深夜帯に夜更かしをすること自体は制限されていないが、騒音が外に漏れて他の入居者からの苦情が発生するような場合は、施設側から当事者に注意がされる。
施設の存在については、入居者たちが好奇の目で見られるのを防ぐために、詳細な情報は公開されていない。外界との出入りも原則として施設の正門のみに制限され、入居者や職員の外出、外部からの訪問者は必ず正門でチェックされるシステムとなっている。
みどりや伸子といった一部の女性従業員は太平洋航空をリストラされた元キャビンアテンダントという経歴を持つ。また、理事の一人が元検事総長という関係から、一部の専門職（医師や看護師など）を除いた男性従業員の多くは前科のある訳ありの者で、この施設自体が刑務所からの出所者を受け入れる更生施設としての隠れた側面も持つ。
続編である『やすらぎの刻〜道』において、体調等の悪化で別に施設に入居者が移されたり、定期的に新しい入居者がやって来るといった新しい設定が追加されており、六郎の様な「やすらぎの郷を出ていき、伸子と同棲生活を送っていたが、破局して出戻ってきた」という特異な例も劇中で語られている。
やすらぎ体操
「やすらぎの郷 La Strada」内で行われている体操。毎朝6時から流れる館内放送「やすらぎアワー」の中で放送されている。
第25話のエンディングで「第一体操」が放映され、その後も各回毎の時間調整が必要になった際などに、オープニング・エンディングのいずれかで挿入されている。白鳥洋介が入居してからは、彼の体操中の映像が追加されている。
また、『DVD付き みるみる健康、そこそこ長生き！ みんな元気にやすらぎ体操』としてムック本となり、2017年8月31日に主婦の友社より発売された。
- パフォーマー：東松史子、広山詞葉（それぞれ、劇中出演役の「三枝奈々」「風間ぬい子」名義）
- 作詞・作曲・振り付け：中村龍史（劇中出演役の「中井竜介」名義）
- ピアノ：有馬稲子（劇中出演役の「及川しのぶ」名義）
- 歌唱：おかえいり[19]

## 劇中使用歌
第15週の放送より、たびたび、本作の主題歌を担当している中島みゆきの楽曲が使用されている。
- 「ファイト!」
  - 第72話と第74話で使用。茅野夫妻の好きな曲で、たびたび病室で二人により歌われ、二人の合同葬では参列客により合唱された。両話では中島による歌唱も使用され、特に第74話ではエンディングとして使用、事実上この回の主題歌であった。
  - その後第76話で、徘徊中のしのぶが歌っている。
- 「時代」
  - 第74話で使用。茅野の訃報を伝える「やすらぎアワー」の際、通例の「やすらぎ体操」を割愛し、茅野夫妻の共通の愛唱歌であったこの曲のシングル・ヴァージョン（1975年）が使用された。
- 「アザミ嬢のララバイ」
  - 第76話と第78話で使用。榊原アザミに関するシーンで、シングル・ヴァージョンを使用。76話では菊村がこの曲を口ずさむシーンがある。
  - その後、第22週第110話にて、栄の夢第1幕前半、榊原アザミが登場するシーンで再び使用された。
- 「人生の素人(しろうと)」
  - 第97話の一馬の出陣シーン、並び99話の高井、那須、原田の出陣シーンで使用。
  - 第116話冒頭で、栄がアザミから送られて来た脚本『手を離したのは私』の第3稿を添削している場面にも使用されていた。

以下は中島みゆきの歌曲でない挿入歌。
- 「糖尿だよ、おっ母さん」
  - 第19週で竜介が催した、「じじいバンド」のライブで歌唱されていた。
- 「振りむけば腰痛」
  - 第20週に、竜介がバルコニーで練習していた。途中から白鳥が指導に入り、2人で歌っていた。
- 「浜辺の唄」
  - 第21週に、摂子が郷の浜辺を彷徨い歩きながら、口ずさんでいた。
- 「UFO」
  - 第22週第110話にて、栄の夢第1幕後半のBGMとして使用。
- 「微笑がえし」
  - 第22週第110話にて、栄の夢第2幕のBGMとして使用。なお、この曲が発売されたのは同シーンで話題にあがった1978年である。
- 「ゴンドラの唄」
  - 第23週第112話にて、しのぶが摂子に捧げるため白鳥・中井・「じじいバンド」とサロンで練習し、歌っていた。ピアノの伴奏は、貝田が務めた。
- 「海行かば」
  - 第23週で、白鳥が摂子に捧げるため郷の入り江で吹奏。栄たちが「カサブランカ」で摂子のことを振り返りながら呑んでいる最中に突如遠くからトランペット音が流れてきたため、六郎がゆかりに店内のBGMを止めるよう告げ、耳を澄ますと、この曲が流れていた。
  - また第25週では、加納英吉が死の間際にこの歌の一節を唱えようとし、その途中で息を引き取っている。
- 「プレイバックPart2」
  - 最終週第128話で、栄が酔ってアザミに絡むシーンに使用された。
  - 歌唱した山口百恵本人が出演していた、当時の歌番組の映像が使われていた。
- 「かもめはかもめ」
  - 最終週第127話で、栄たちが旅館の部屋へ入った場面で使用された。
  - この曲が流行した当時、芸能界では麻薬使用で多数の芸能人が逮捕されたことを、栄が思い出していた。

## 受賞
- 2018年エランドール賞 特別賞（制作チームに対し）[20]
- 2018年、第34回 ATP賞特別賞を受賞。
- 東京ドラマアウォード2017 脚本賞（倉本聰）[21]
- ギャラクシー賞 9月度月間賞

## スタッフ
- 作 - 倉本聰
- 音楽 - 島健
- 解説放送ナレーション - 本間智恵
- 演出 - 藤田明二、阿部雄一、池添博、唐木希浩
- 主題歌 - 中島みゆき「慕情」（作詞・作曲：中島みゆき、編曲：瀬尾一三）[22]
- スタジオ - TMC-1
- チーフプロデューサー - 五十嵐文郎（テレビ朝日）
- プロデューサー - 中込卓也・服部宣之（テレビ朝日）、河角直樹（国際放映）
- 制作協力 - 国際放映
- 制作著作 - テレビ朝日

## 放送日程
- 上記以外に番販遅れネット局あり。
- 放送期間は制作局のテレビ朝日基準。

| 週                                                                  | 話            | 放送期間                  | 演出     |
| ------------------------------------------------------------------- | ------------- | ------------------------- | -------- |
| 第01週                                                              | 第001 - 005話 | 04月03日 - 04月07日       | 藤田明二 |
| 第02週                                                              | 第006 - 010話 | 04月10日 - 04月14日       | 藤田明二 |
| 第03週                                                              | 第011 - 015話 | 04月17日 - 04月21日       | 阿部雄一 |
| 第04週                                                              | 第016 - 020話 | 04月24日 - 04月28日       | 池添博   |
| 第05週                                                              | 第021 - 025話 | 05月01日 - 05月05日       | 唐木希浩 |
| 第06週                                                              | 第026 - 030話 | 05月08日 - 05月12日       | 藤田明二 |
| 第07週                                                              | 第031 - 035話 | 05月15日 - 05月19日       | 阿部雄一 |
| 第08週                                                              | 第036 - 040話 | 05月22日 - 05月26日       | 阿部雄一 |
| 第09週                                                              | 第041 - 045話 | 05月29日 - 06月02日       | 池添博   |
| 第10週                                                              | 第046 - 050話 | 06月05日 - 06月09日       | 池添博   |
| 第11週                                                              | 第051 - 055話 | 06月12日 - 06月16日       | 唐木希浩 |
| 第12週                                                              | 第056 - 060話 | 06月19日 - 06月23日       | 唐木希浩 |
| 第13週                                                              | 第061 - 065話 | 06月26日 - 06月30日       | 藤田明二 |
| 第14週                                                              | 第066 - 070話 | 07月03日 - 07月07日       | 藤田明二 |
| 第15週                                                              | 第071 - 075話 | 07月10日 - 07月14日       | 阿部雄一 |
| 第16週                                                              | 第076 - 080話 | 07月17日 - 07月21日       | 阿部雄一 |
| 第17週                                                              | 第081 - 085話 | 07月24日 - 07月28日       | 池添博   |
| 第18週                                                              | 第086 - 090話 | 07月31日 - 08月04日       | 池添博   |
| 第19週                                                              | 第091 - 095話 | 08月07日 - 08月11日       | 唐木希浩 |
| 第20週                                                              | 第096 - 100話 | 08月14日 - 08月18日       | 唐木希浩 |
| 第21週                                                              | 第101 - 105話 | 08月21日 - 08月25日       | 藤田明二 |
| 第22週                                                              | 第106 - 110話 | 08月28日 - 09月01日       | 阿部雄一 |
| 第23週                                                              | 第111 - 115話 | 09月04日 - 09月08日       | 池添博   |
| 第24週                                                              | 第116 - 120話 | 09月11日 - 09月15日       | 唐木希浩 |
| 第25週                                                              | 第121 - 124話 | 09月19日（火） - 09月22日 | 藤田明二 |
| 第26週                                                              | 第125 - 129話 | 09月25日 - 09月29日       | 藤田明二 |
| 平均視聴率 5.8%（ビデオリサーチ調べ、関東地区・世帯・リアルタイム） |               |                           |          |

### 地上波同時ネット局全局での変更
- 9月18日は『ミュージックステーションウルトラFES2017』（12時 - 16時45分・17時 - 19時・19時 - 22時18分、16時45分 - 17時に『ANNニュース』による一時中断あり。）のため休止となり、この週のみ4回放送となった。
- 9月29日放送の第129話は『最終話拡大スペシャル』として放送された（12時30分 - 13時15分、25分拡大）。

### 総集編など
いずれも2017年に放送。
- 『スペシャルサタデー第1部1・やすらぎの郷スタートSP 大女優ここだけの話 今しか聞けない女子会トーク』
  - 4月1日9時55分 - 10時45分（テレビ朝日・大分朝日放送の2局同時ネット。このほかテレビ朝日フルネット系列局の一部とBS朝日でも同月3日午前までに遅れネット）
- 『スペシャルサタデー第1部・やすらぎの郷総集編 #1〜#5』
  - 4月8日9時55分 - 11時40分（テレビ朝日のみ。熊本朝日放送でも当日午後に遅れネット）。本編終了後に、倉本聰・松岡茉優・山下澄人の三者によるプレミアムトークを放送。
- 『スペシャルサタデー第1部・今からでも間に合う!一挙放送!!・やすらぎの郷・ゴールデンウィーク特別編・前編』
  - 4月29日10時 - 11時40分（テレビ朝日・北海道テレビの2局同時ネット）。第1・2週を中心に一挙放送。
- 『日曜ワイド・今からでも間に合う!一挙放送!!・やすらぎの郷・ゴールデンウィーク特別編・後編』
  - 4月30日10時 - 11時50分（テレビ朝日系列フルネット24局で同時ネット）。第3・4週を中心に一挙放送。
- 『日曜ワイド・やすらぎの郷 第5週特別編』
  - 5月7日10時 - 11時50分（テレビ朝日系列フルネット24局で同時ネット）。第5週の総集編を放送。
- 『スペシャルサタデー第1部・やすらぎの郷 5月総集編』
  - 5月27日10時 - 11時40分（テレビ朝日・北海道テレビの2局同時ネット）。第5 - 8週を中心に一挙放送。
- 『スペシャルサタデー第1部・やすらぎの郷 6月総集編』
  - 6月24日10時 - 11時40分（テレビ朝日・北海道テレビの2局同時ネット。長崎文化放送でも当日昼に時差ネット）。第9 - 12週を中心に一挙放送。
- 『やすらぎの郷 プレミアムトーク 倉本聰×松岡茉優』
  - 7月3日（2日深夜）3時40分 - 4時（テレビ朝日のみ）
- 『スペシャルサタデー第1部・やすらぎの郷 7月総集編』
  - 7月22日10時 - 11時40分（テレビ朝日・北海道テレビの2局同時ネット）。第13 - 16週を中心に一挙放送。
- 『スペシャルサタデー第1部・やすらぎの郷 8月総集編』
  - 9月2日10時 - 11時40分（テレビ朝日のみ。北海道テレビでも当日午後に遅れネット）。第17 - 22週を中心に一挙放送。
- 『スペシャルサタデー第1部・やすらぎの郷 最後の総集編』
  - 9月23日10時 - 11時40分（テレビ朝日・北海道テレビの2局同時ネット）。第23 - 25週を中心に一挙放送。

## 関連商品

### シナリオ
- やすらぎの郷 上 第1話 - 第45話（2017年3月10日発売、双葉社、ISBN 978-4-575-31227-0）[23]
- やすらぎの郷 中 第46話 - 第90話 (2017年5月26日発売、双葉社、ISBN 978-4-575-31256-0) [24]
- やすらぎの郷 下 第91話 - 第130話 (2017年7月28日発売、双葉社、ISBN 978-4-575-31284-3) [25]

### CD
- 島健 テレビ朝日系帯ドラマ劇場 やすらぎの郷 オリジナル・サウンドトラック（2017年8月23日発売、ビクターエンタテインメント、VICL-64838）

### DVD-BOX
- やすらぎの郷 DVD-BOX I（2017年12月22日発売、TCエンタテインメント、TCED-3748）
  - 5枚組（第1話 - 第41話 + 特典ディスク）。
- やすらぎの郷 DVD-BOX II（2018年1月12日発売、TCエンタテインメント、TCED-3749）
  - 5枚組（第42話 - 第80話 + 特典ディスク）
- やすらぎの郷 DVD-BOX III（2018年2月2日発売、TCエンタテインメント、TCED-3750）
  - 6枚組（第81話 - 第129話 + 特典ディスク）